# Filmjahr 1977
Liste der Filmjahre

◄◄ | ◄ | 1973 | 1974 | 1975 | 1976 | Filmjahr 1977 | 1978 | 1979 | 1980 | 1981 | ► | ►►

Weitere Ereignisse

## Ereignisse
- 23. Januar: In den USA beginnt die Ausstrahlung der Fernsehserie Roots über einen schwarzen Sklaven und seine Nachfahren, die von 130 Millionen Zuschauern gesehen werden wird.
- 25. Mai: Premiere von Krieg der Sterne. Hinter Vom Winde verweht ist diese Produktion nach inflationsbereinigten Einspielzahlen bis heute das kommerziell eines der erfolgreichsten Werke der Filmgeschichte.
- 14. Dezember: In New York City wird der Film Saturday Night Fever mit John Travolta in der Hauptrolle uraufgeführt.

- Peter Finch erhält postum den Oscar als bester Hauptdarsteller im Film Network, seine Witwe Eletha Finch nimmt den Preis entgegen.
- Januar – Die Sieger der BRAVO Otto Leserwahl werden vorgestellt:
  - Kategorie – männliche Filmstars: Gold Pierre Brice, Silber Terence Hill, Bronze Jan-Michael Vincent
  - Kategorie – weibliche Filmstars: Gold Sophia Loren, Silber Ute Kittelberger, Bronze Uschi Glas

## Top 10 der erfolgreichsten Filme

### In Deutschland
Die zehn erfolgreichsten Filme an den deutschen Kinokassen nach Besucherzahlen (Stand: 24. November 2018):
| Platz           | Filmtitel                                   | Besucher  |
| --------------- | ------------------------------------------- | --------- |
| 1.              | Bernard und Bianca – Die Mäusepolizei       | 9.767.000 |
| 2.              | James Bond 007 – Der Spion, der mich liebte | 5.350.000 |
| 3.              | Zwei außer Rand und Band                    | 7.200.000 |
| 4.              | Steiner – Das Eiserne Kreuz                 | 3.600.000 |
| 5.              | Ein irrer Typ                               | 3.150.000 |
| 6.              | The Rocky Horror Picture Show               | 2.750.000 |
| 7.              | Schlappschuss                               | 2.100.000 |
| 8.              | Verschollen im Bermuda-Dreieck              | 1.900.000 |
| 9.              | Der tolle Käfer in der Rallye Monte Carlo   | 1.700.000 |
| 10.             | Die Brücke von Arnheim                      | 1.600.000 |
| Kinostarts 1977 |                                             |           |

### In den USA
Die zehn erfolgreichsten Filme an den US-amerikanischen Kinokassen nach Einspielergebnis.
| Platz | Filmtitel                          | Einspielergebnis in US-Dollar |             |
| ----- | ---------------------------------- | ----------------------------- | ----------- |
| 1.    | Star Wars                          | 221.280.994                   | [ 2 ] [ 3 ] |
| 2.    | Smokey and the Bandit              | 126.737.428                   | [ 4 ]       |
| 3.    | Close Encounters of the Third Kind | 116.395.460                   | [ 5 ]       |
| 4.    | Saturday Night Fever               | 94.213.184                    | [ 6 ]       |
| 5.    | Der Untermieter                    | 83.700.000                    | [ 7 ]       |
| 6.    | A Bridge Too Far                   | 50.750.000                    | [ 8 ]       |
| 7.    | The Deep                           | 47.346.365                    | [ 9 ]       |
| 8.    | The Spy Who Loved Me               | 46.838.673                    | [ 10 ]      |
| 9.    | Oh, God!                           | 41.687.243                    | [ 11 ]      |
| 10.   | Annie Hall                         | 38.251.425                    | [ 12 ]      |

## Filmpreise

### Golden Globe Award
Am 29. Januar findet im Beverly Hilton Hotel in Los Angeles die Golden-Globe-Verleihung statt.
- Bestes Drama: Rocky von John G. Avildsen
- Bestes Musical/Komödie: A Star Is Born von Frank Pierson
- Bester Schauspieler (Drama): Peter Finch in Network
- Beste Schauspielerin (Drama): Faye Dunaway in Network
- Bester Schauspieler (Musical/Komödie): Kris Kristofferson in A Star is Born
- Beste Schauspielerin (Musical/Komödie): Barbra Streisand in A Star is Born
- Bester Nebendarsteller: Laurence Olivier in Der Marathon-Mann
- Beste Nebendarstellerin: Katharine Ross in Reise der Verdammten
- Bester Regisseur: Sidney Lumet für Network
- Cecil B. DeMille Award: Walter Mirisch

### Oscarverleihung 1977
Im Dorothy Chandler Pavilion in Los Angeles findet am 28. März die Oscarverleihung statt.
- Bester Film: Rocky von Irwin Winkler und Robert Chartoff
- Bester Hauptdarsteller: Peter Finch (postum) in Network
- Beste Hauptdarstellerin: Faye Dunaway in Network
- Bester Regisseur: John G. Avildsen für Rocky
- Bester Nebendarsteller: Jason Robards in Die Unbestechlichen
- Beste Nebendarstellerin: Beatrice Straight in Network
- Beste Kamera: Haskell Wexler für Dieses Land ist mein Land
- Bestes Szenenbild: George Jenkins; George Gaines für Die Unbestechlichen
- Beste Filmmusik: Jerry Goldsmith für Das Omen
- Bester Song: „Evergreen (Love Theme from A Star Is Born)“ aus A Star Is Born – Barbra Streisand und Paul Williams
- Bester fremdsprachiger Film: Sehnsucht nach Afrika von Jean-Jacques Annaud (Frankreich)

### Internationale Filmfestspiele von Cannes 1977
Das Festival beginnt am 13. Mai und endet am 27. Mai. Die Jury unter Präsident Roberto Rossellini vergibt folgende Preise:
- Goldene Palme: Padre Padrone – Mein Vater, mein Herr von Paolo und Vittorio Taviani
- Bester Schauspieler: Fernando Rey in Elisa, mein Leben
- Beste Schauspielerin: Shelley Duvall in Drei Frauen und Monique Mercure in J.A. Martin Fotograf

### Internationale Filmfestspiele Berlin 1977
Das Festival beginnt am 24. Juni und endet am 5. Juli. Die Jury unter Präsidentin Senta Berger vergibt folgende Preise:
- Goldener Bär: Aufstieg von Larissa Schepitko
- Bester Schauspieler: Fernando Fernán Gómez in El Anacoreta
- Beste Schauspielerin: Lily Tomlin in Die Katze kennt den Mörder
- Bester Regisseur: Manuel Gutiérrez Aragón für Camada negra

### Deutscher Filmpreis
- Bester Film: Heinrich von Helma Sanders-Brahms
- Beste Regie: Volker Schlöndorff für Der Fangschuß
- Beste Hauptdarstellerin: Kaki Hunter für Der Mädchenkrieg und Romy Schneider für Gruppenbild mit Dame
- Bester Hauptdarsteller: Bernd Tauber für Das Brot des Bäckers

### César
- Bester Film: Monsieur Klein von Joseph Losey
- Beste Regie: Joseph Losey für Monsieur Klein
- Bester Hauptdarsteller: Michel Galabru für Der Richter und der Mörder
- Beste Hauptdarstellerin: Annie Girardot für Dr. med. Françoise Gailland
- Bester Nebendarsteller: Claude Brasseur für Ein Elefant irrt sich gewaltig
- Beste Nebendarstellerin: Marie-France Pisier für Barocco
- Bester ausländischer Film: Wir waren so verliebt von Ettore Scola

### British Academy Film Award
- Bester Film: Einer flog über das Kuckucksnest von Miloš Forman
- Beste Regie: Miloš Forman für Einer flog über das Kuckucksnest
- Bester Hauptdarsteller: Jack Nicholson für Einer flog über das Kuckucksnest
- Beste Hauptdarstellerin: Louise Fletcher für Einer flog über das Kuckucksnest
- Bester Nebendarsteller: Brad Dourif für Einer flog über das Kuckucksnest
- Beste Nebendarstellerin: Jodie Foster für Bugsy Malone und Taxi Driver

### New York Film Critics Circle Award
- Bester Film: Der Stadtneurotiker von Woody Allen
- Beste Regie: Woody Allen für Der Stadtneurotiker
- Bester Hauptdarsteller: John Gielgud in Providence
- Beste Hauptdarstellerin: Diane Keaton in Der Stadtneurotiker
- Bester Nebendarsteller: Maximilian Schell in Julia
- Beste Nebendarstellerin: Sissy Spacek in Drei Frauen

### National Board of Review
- Bester Film: Am Wendepunkt von Herbert Ross
- Beste Regie: Luis Buñuel für Dieses obskure Objekt der Begierde
- Bester Hauptdarsteller: John Travolta in Nur Samstag Nacht
- Beste Hauptdarstellerin: Anne Bancroft in Am Wendepunkt
- Bester Nebendarsteller: Tom Skerritt in Am Wendepunkt
- Beste Nebendarstellerin: Diane Keaton in Der Stadtneurotiker
- Bester fremdsprachiger Film: Dieses obskure Objekt der Begierde von Luis Buñuel

### Los Angeles Film Critics Association Awards
- Bester Film: Krieg der Sterne von George Lucas
- Beste Regie: Herbert Ross für Am Wendepunkt
- Bester Hauptdarsteller: Richard Dreyfuss in Der Untermieter
- Beste Hauptdarstellerin: Shelley Duvall in Drei Frauen
- Bester Nebendarsteller: Jason Robards in Julia
- Beste Nebendarstellerin: Vanessa Redgrave in Julia
- Bester fremdsprachiger Film: Dieses obskure Objekt der Begierde von Luis Buñuel
- Lebenswerk: King Vidor

### Weitere Filmpreise und Auszeichnungen
- AFI Life Achievement Award: Bette Davis
- David di Donatello: Un Borghese piccolo piccolo, Die Tatarenwüste (Bester italienischer Film) und Der Marathon-Mann (Bester ausländischer Film)
- Deutscher Kritikerpreis: Wim Wenders
- Directors Guild of America Award: John G. Avildsen für Rocky, H. C. Potter (Lebenswerk)
- Ernst-Lubitsch-Preis: Bernhard Sinkel für Der Mädchenkrieg
- Evening Standard British Film Award: Schlacht in den Wolken von Jack Gold
- Gilde-Filmpreis: Barry Lyndon von Stanley Kubrick (Bester ausländischer Film) und Die Marquise von O. von Éric Rohmer (Bester deutscher Film)
- Louis-Delluc-Preis: Die kleinen Pariserinnen von Diane Kurys
- Nastro d’Argento: Die Tatarenwüste von Valerio Zurlini und Uzala der Kirgise von Akira Kurosawa
- National Society of Film Critics Award: Die Unbestechlichen von Alan J. Pakula
- People’s Choice Award: Einer flog über das Kuckucksnest von Miloš Forman (populärster Film), John Wayne (populärster Schauspieler), Barbra Streisand (populärste Schauspielerin)
- Preis der deutschen Filmkritik: Stroszek von Werner Herzog
- Festival Internacional de Cine de Donostia-San Sebastián: Unvollendete Partitur für ein mechanisches Klavier von Nikita Michalkow (Goldene Muschel)
- Writers Guild of America Award: Network (Bestes Originaldrehbuch-Drama), Die Bären sind los (Bestes Originaldrehbuch, Komödie), Die Unbestechlichen (Bestes adaptiertes Drehbuch-Drama), Inspektor Clouseau, der „beste“ Mann bei Interpol (Bestes adaptiertes Drehbuch, Komödie)

## Geburtstage

### Januar bis März
Januar

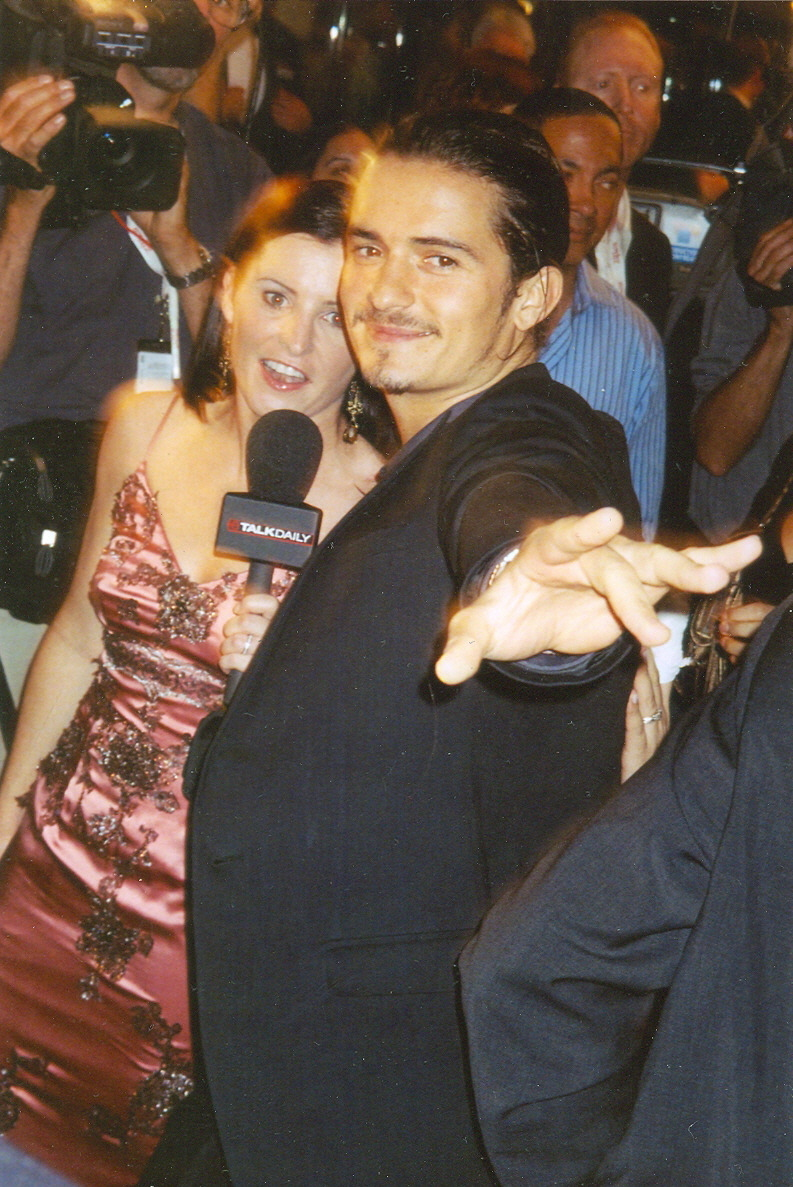
Orlando Bloom (* 13. Januar)

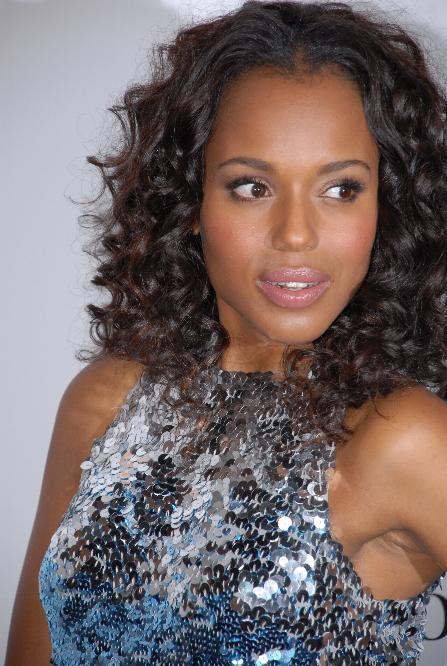
Kerry Washington (* 31. Januar)

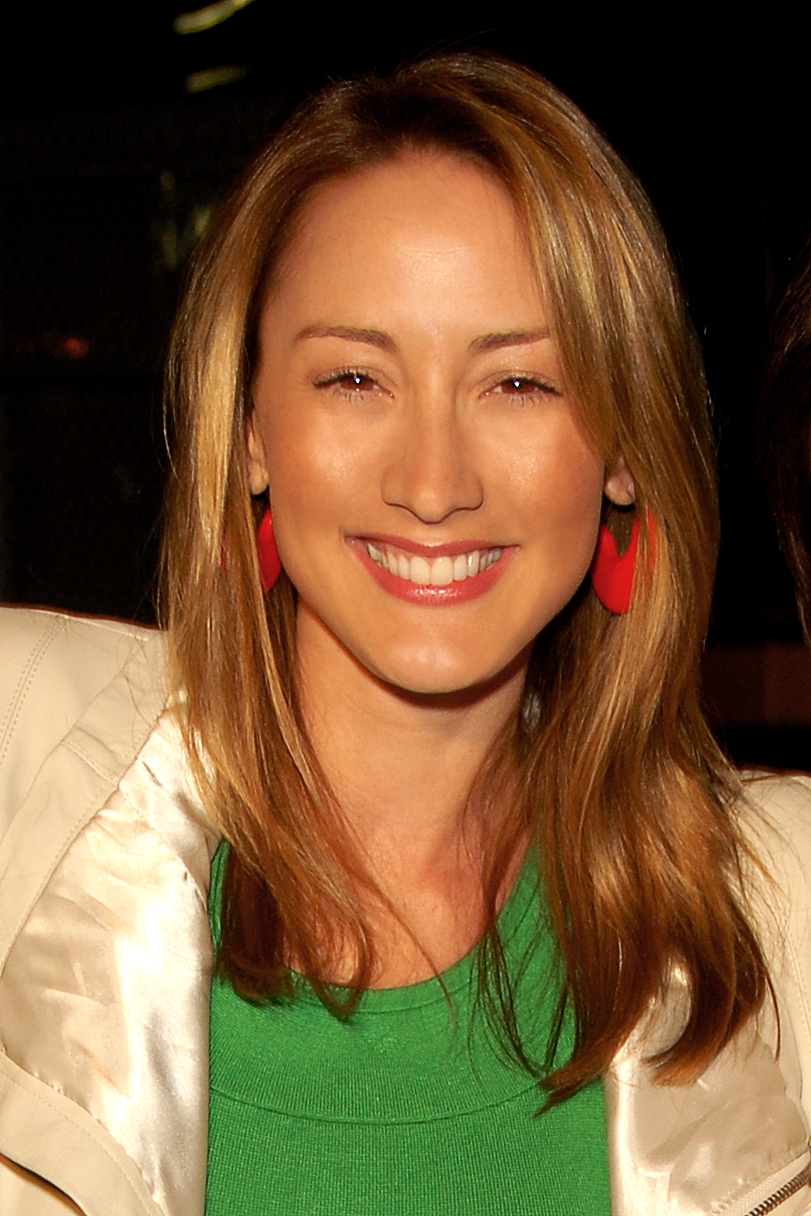
Bree Turner (* 10. März)

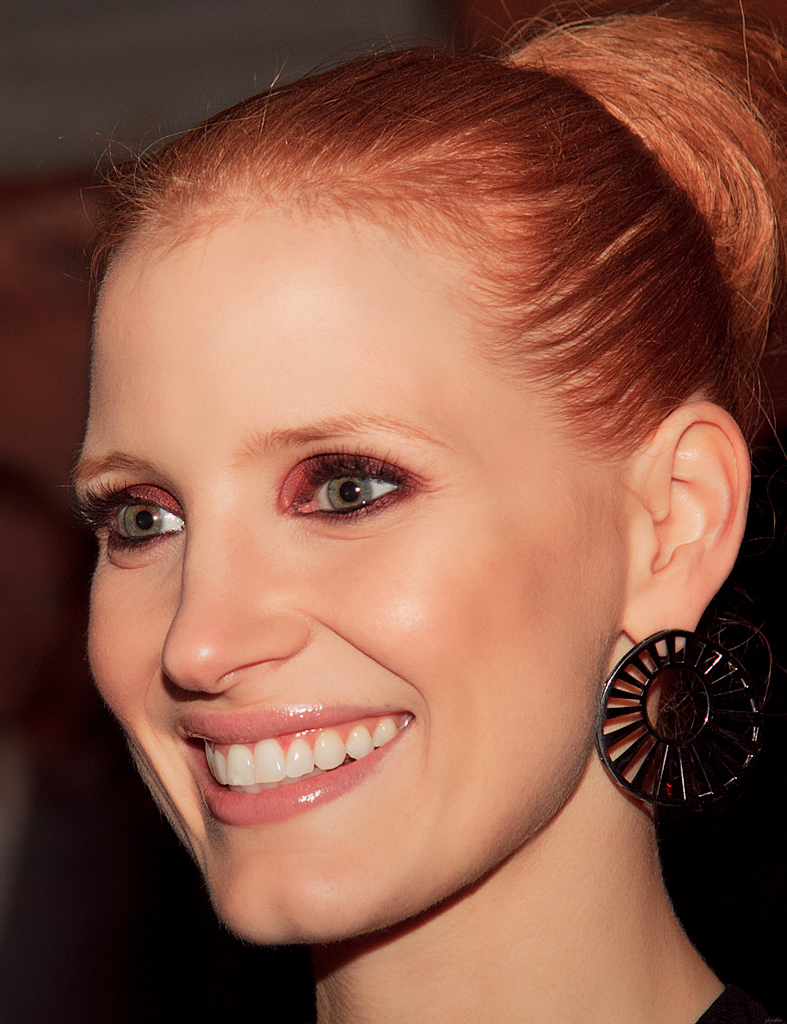
Jessica Chastain (* 24. März)

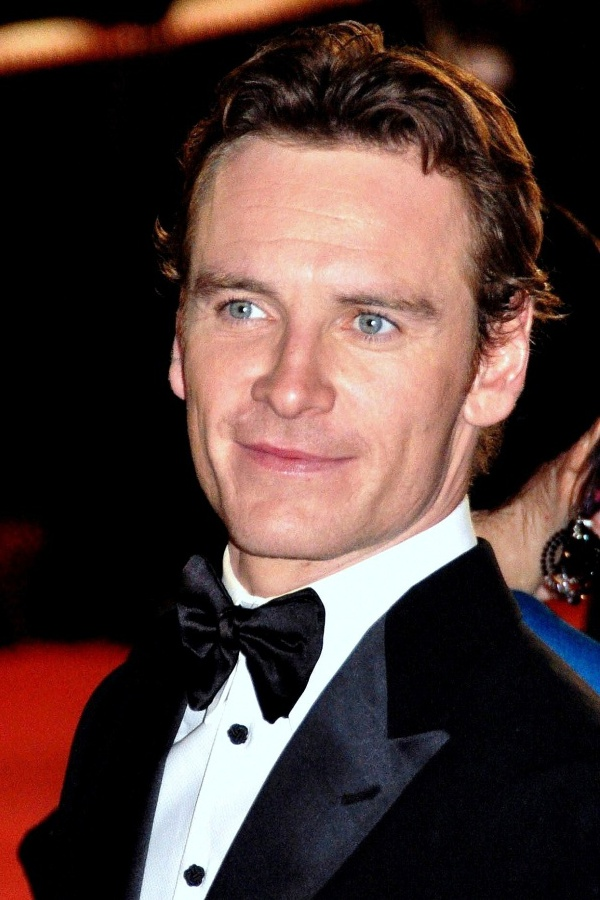
Michael Fassbender (* 2. April)

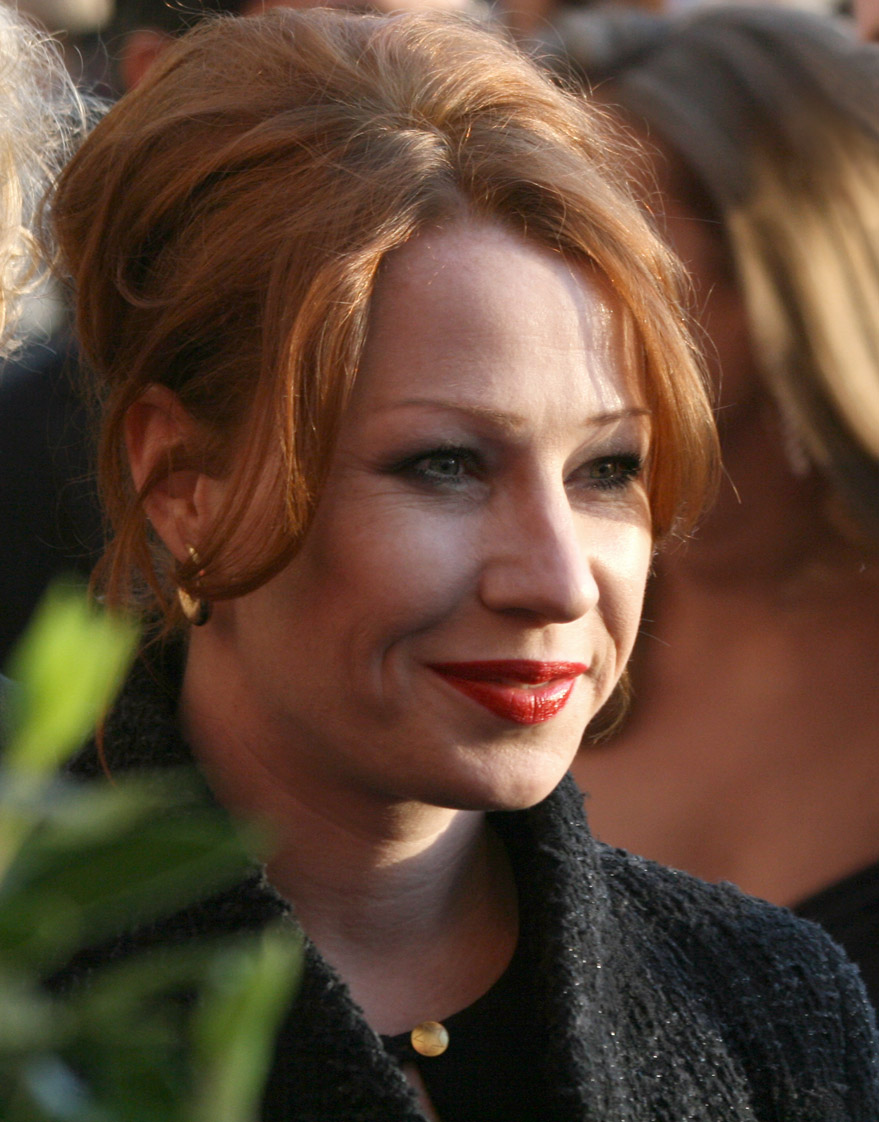
Birgit Minichmayr (* 3. April)

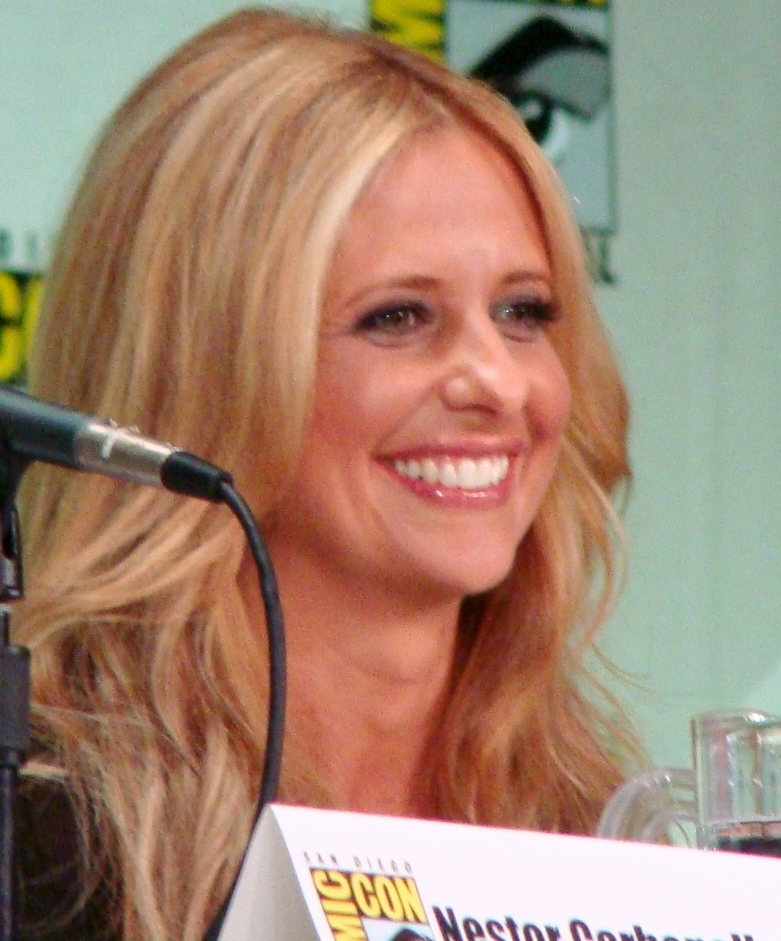
Sarah Michelle Gellar (* 14. April)

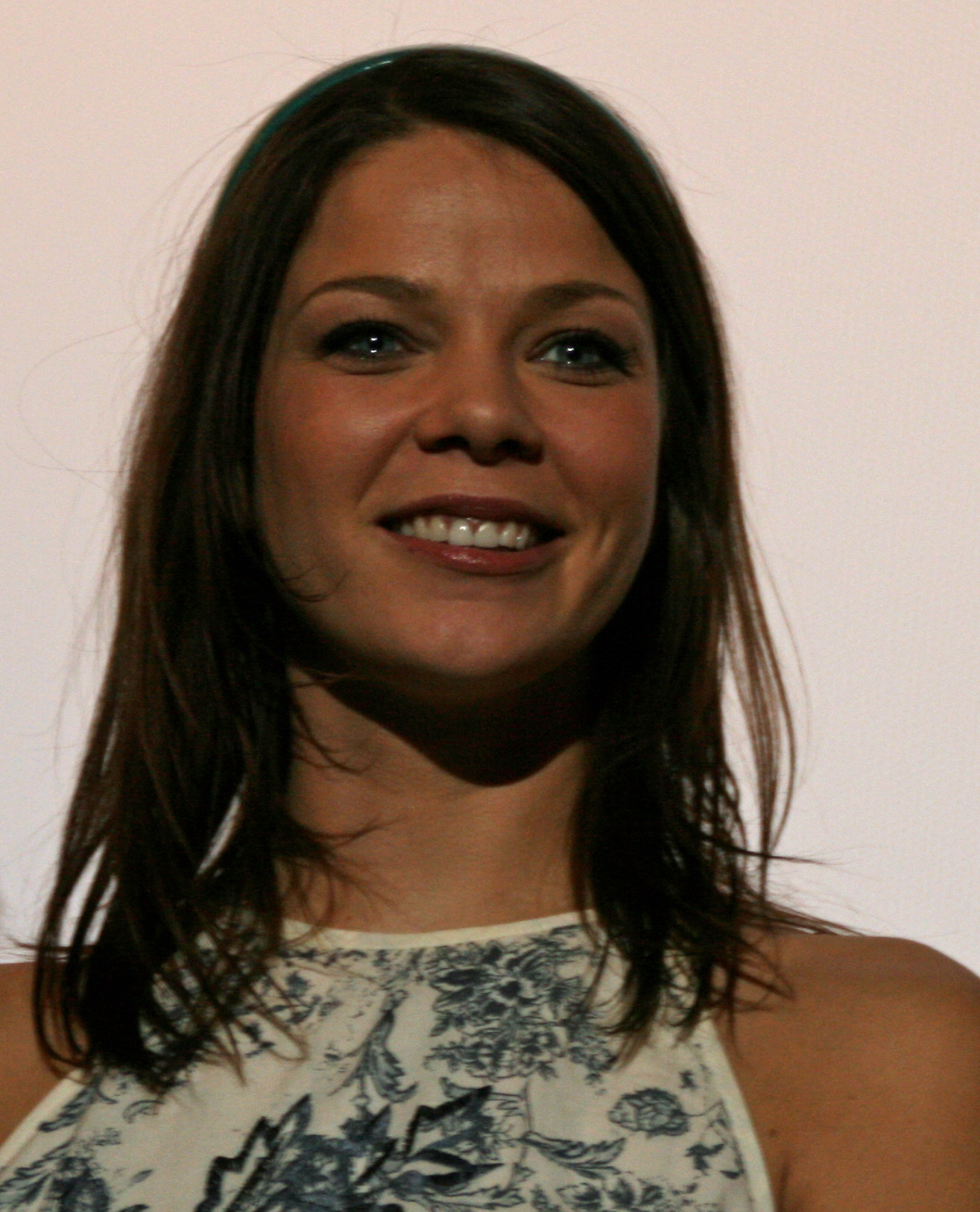
Jessica Schwarz (* 5. Mai)

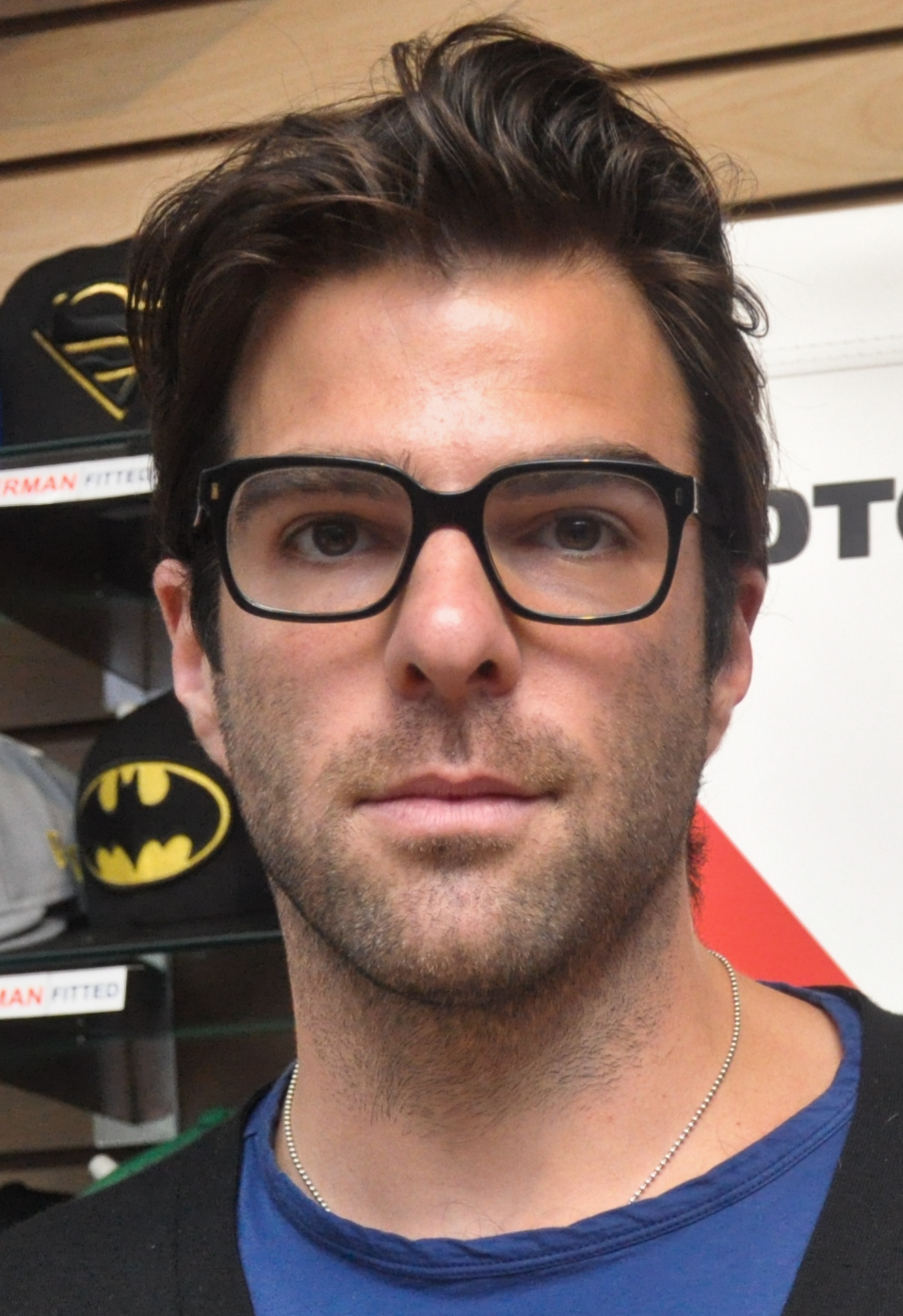
Zachary Quinto (* 2. Juni)

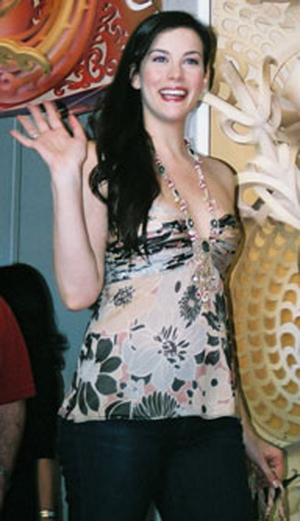
Liv Tyler (* 1. Juli)

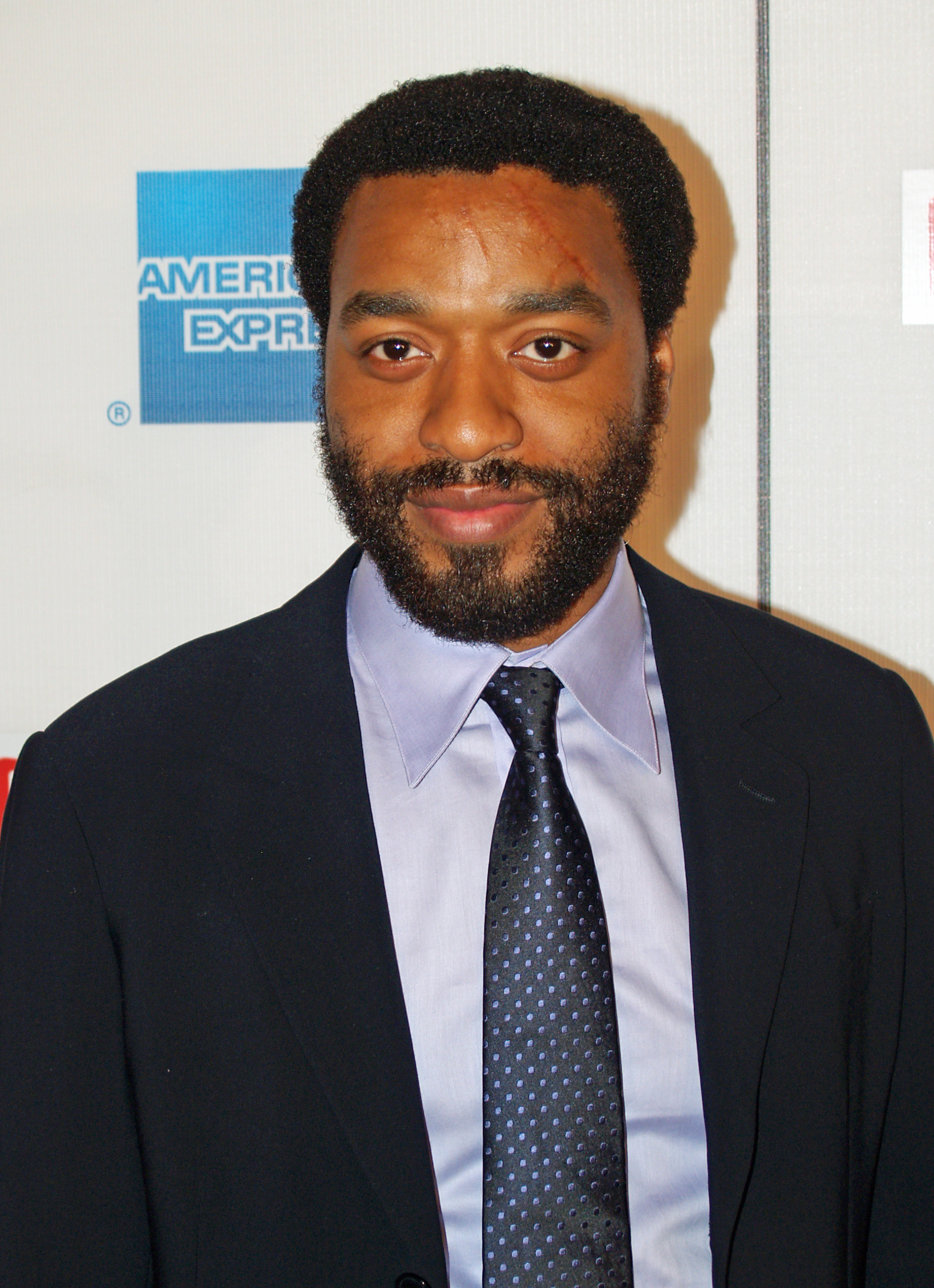
Chiwetel Ejiofor (* 10. Juli)

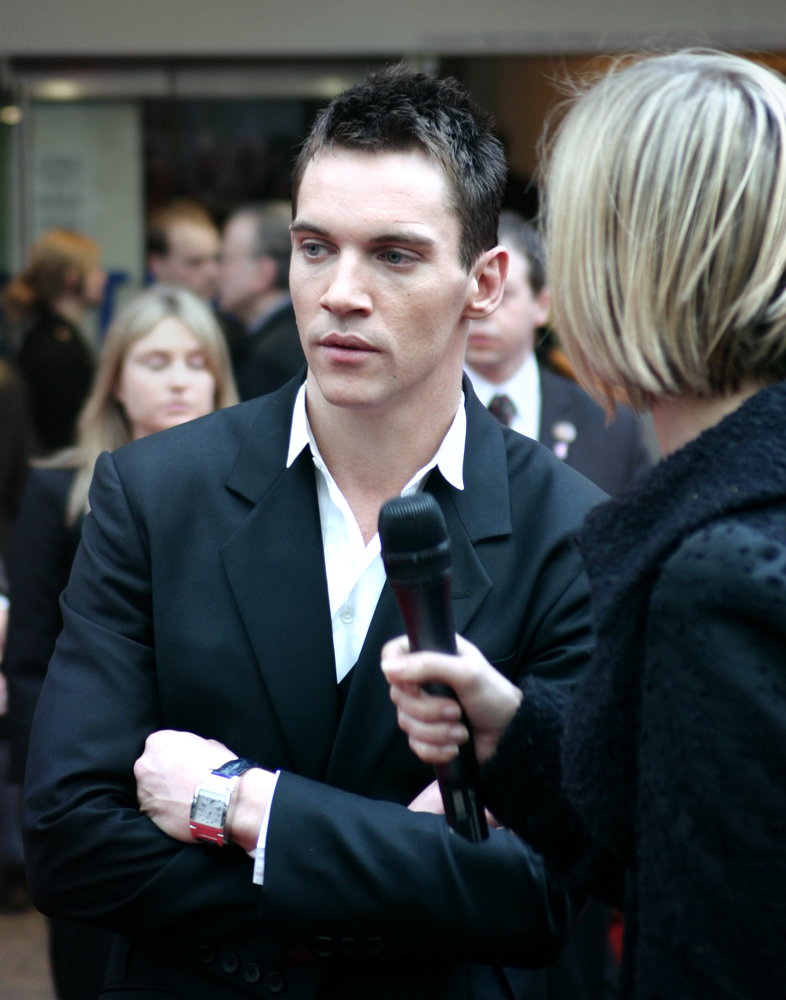
Jonathan Rhys Meyers (* 27. Juli)

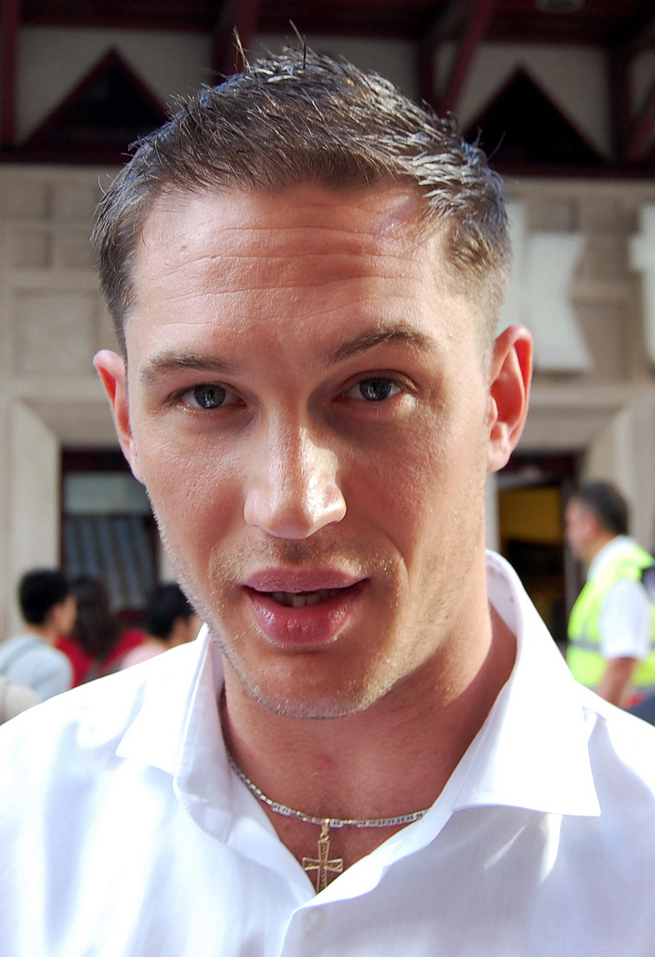
Tom Hardy (* 15. September)

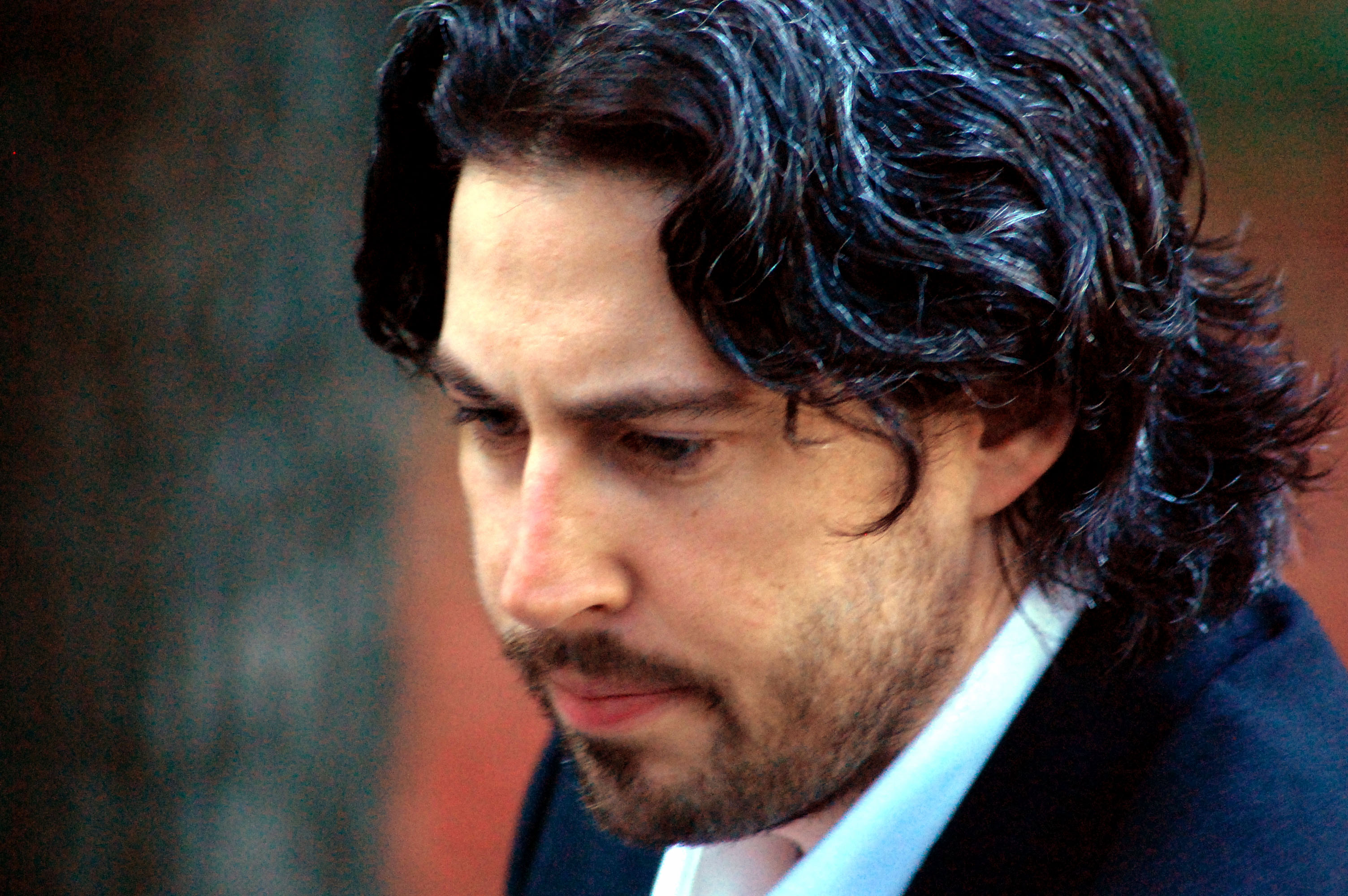
Jason Reitman (* 19. Oktober)

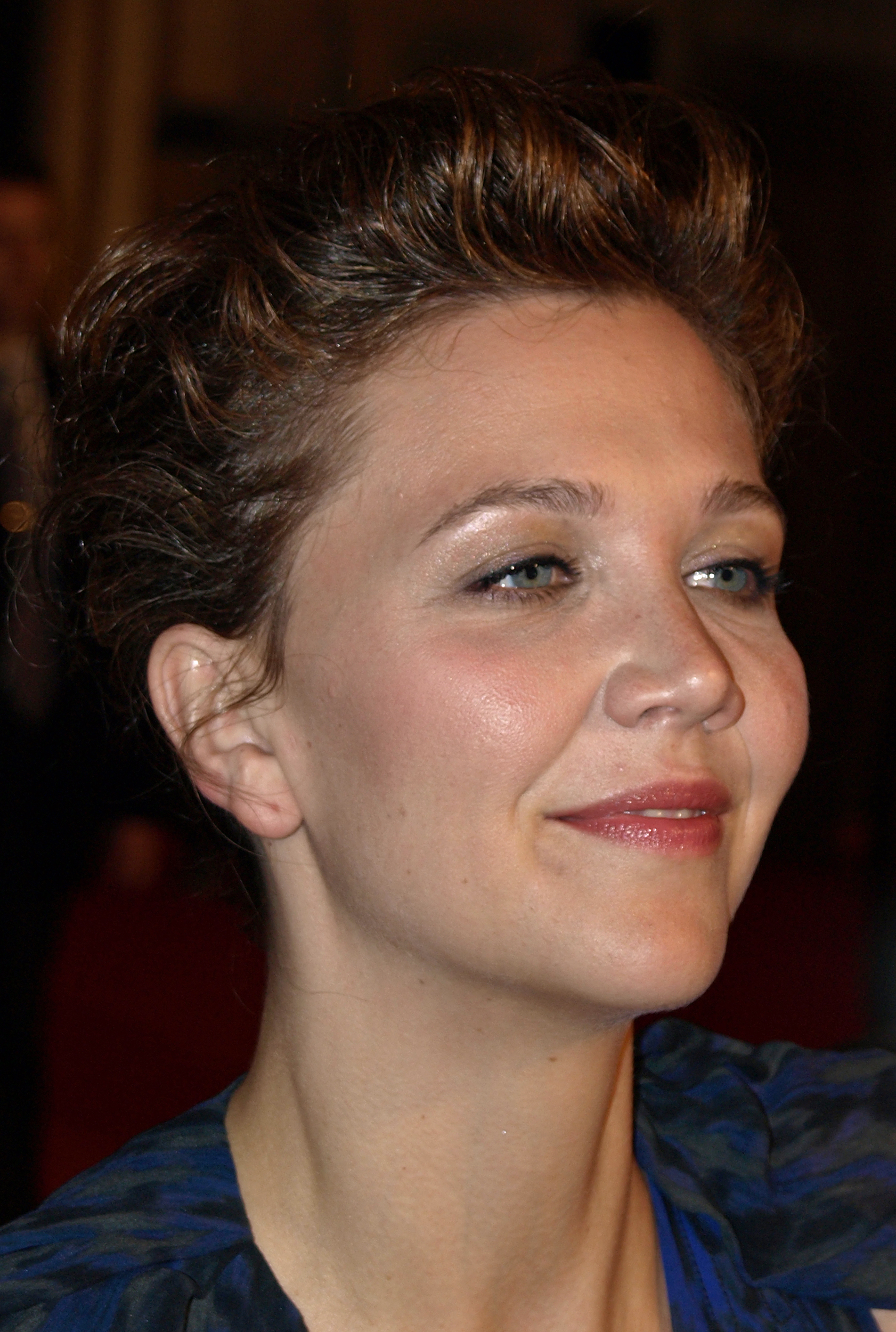
Maggie Gyllenhaal (* 16. November)

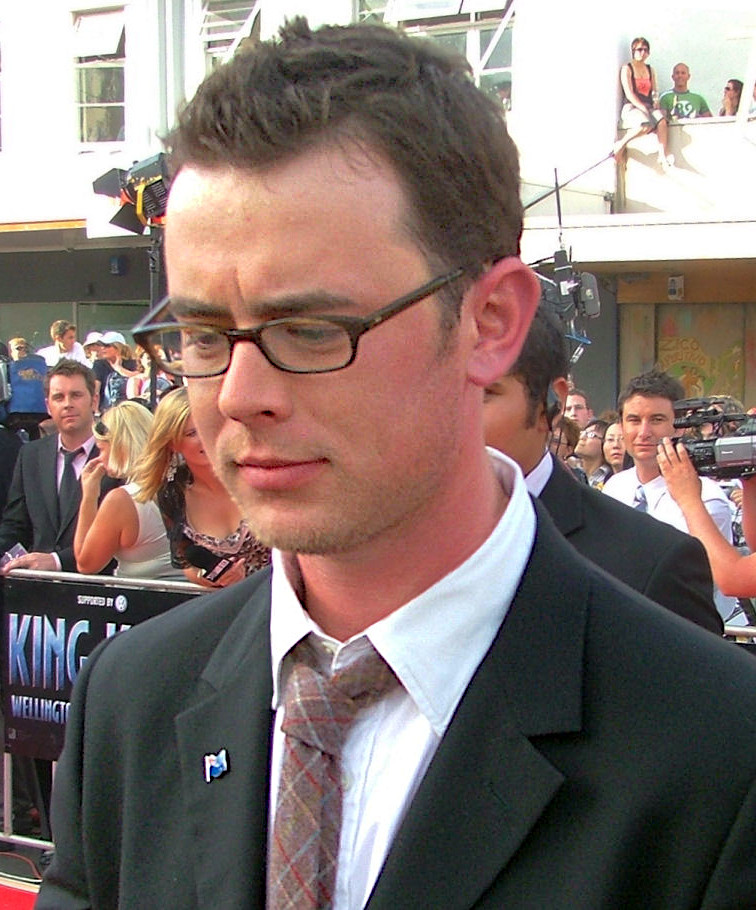
Colin Hanks (* 24. November)

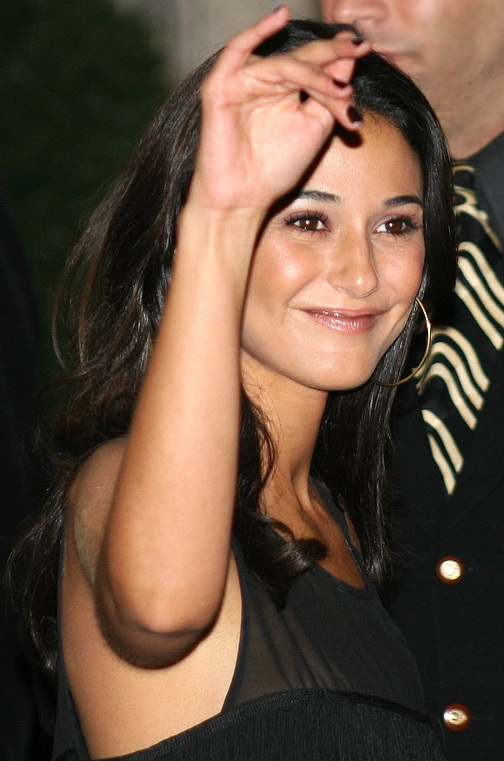
Emmanuelle Chriqui (* 10. Dezember)

- 01. Januar: Marina Hands, französische Schauspielerin
- 05. Januar: Hadewych Minis, niederländische Schauspielerin und Sängerin
- 06. Januar: Genevieve O’Reilly, irisch-australische Schauspielerin
- 08. Januar: Manuela Arcuri, italienische Schauspielerin
- 08. Januar: Amber Benson, US-amerikanische Schauspielerin und Regisseurin
- 11. Januar: Devin Ratray, US-amerikanischer Schauspieler
- 13. Januar: Orlando Bloom, britischer Schauspieler
- 15. Januar: Ronald Zehrfeld, deutscher Schauspieler
- 17. Januar: Leigh Whannell, australischer Drehbuchautor und Schauspieler
- 21. Januar: Jerry Trainor, US-amerikanischer Schauspieler und Regisseur
- 24. Januar: Michelle Hunziker, schweizerisch-italienische Moderatorin, Schauspielerin, Model und Sängerin
- 24. Januar: Johann Urb, estnischer Schauspieler
- 24. Januar: Funda Vanroy, deutsche Schauspielerin
- 29. Januar: Sam Jaeger, US-amerikanischer Schauspieler und Drehbuchautor
- 29. Januar: Justin Hartley, US-amerikanischer Schauspieler
- 31. Januar: Kerry Washington, US-amerikanische Schauspielerin

Februar
- 02. Februar: Sebastian Ströbel, deutscher Schauspieler
- 03. Februar: Pierre Kiwitt, deutsch-französischer Schauspieler
- 03. Februar: Maitland Ward, US-amerikanische Schauspielerin
- 06. Februar: Josh Stewart, US-amerikanischer Schauspieler
- 14. Februar: Donna Cruz, philippinische Sängerin und Schauspielerin
- 15. Februar: Rachida Brakni, französische Schauspielerin
- 17. Februar: Erin Cardillo, US-amerikanische Schauspielerin
- 18. Februar: Ike Barinholtz, US-amerikanischer Comedian und Schauspieler
- 18. Februar: Beatrice Kaps-Zurmahr, deutsche Schauspielerin
- 18. Februar: Kristoffer Polaha, US-amerikanischer Schauspieler
- 19. Februar: Eloy Azorín, spanischer Schauspieler
- 21. Februar: Max von Thun, österreichischer Schauspieler
- 22. Februar: Claudia Hiersche, deutsche Moderatorin und Schauspielerin
- 26. Februar: Greg Rikaart, US-amerikanischer Schauspieler
- 27. Februar: James Wan, australischer Filmregisseur und Drehbuchautor

März
- 01. März: Rohan James deVera, US-amerikanischer Moderator und Schauspieler
- 02. März: Heather McComb, US-amerikanische Schauspielerin
- 03. März: Barret Swatek, US-amerikanische Schauspielerin
- 03. März: Sarah Smart, britische Schauspielerin
- 08. März: James van der Beek, US-amerikanischer Schauspieler
- 08. März: Alison Becker, US-amerikanische Schauspielerin
- 08. März: Fitz van Thom, deutscher Schauspieler
- 10. März: Bree Turner, US-amerikanische Schauspielerin
- 10. März: Robin Thicke, US-amerikanischer R&B-Sänger, Songwriter und Schauspieler
- 11. März: Marco Kreuzpaintner, deutscher Regisseur
- 15. März: Brian Tee, US-amerikanischer Schauspieler
- 16. März: Mónica Cruz, spanische Tänzerin und Schauspielerin
- 19. März: Jorma Taccone, US-amerikanischer Schauspieler und Regisseur
- 22. März: Raphael von Bargen, deutscher Schauspieler
- 23. März: Daniél Espinosa, chilenisch-schwedischer Regisseur
- 23. März: Wayne Carpendale, deutscher Schauspieler
- 24. März: Jessica Chastain, US-amerikanische Schauspielerin
- 24. März: Olivia Burnette, US-amerikanische Schauspielerin
- 25. März: Timo Hübsch, deutscher Schauspieler
- 25. März: Édgar Ramírez, venezolanischer Schauspieler
- 26. März: Bianca Kajlich, US-amerikanische Schauspielerin
- 28. März: Annie Wersching, US-amerikanische Schauspielerin († 2023)

### April bis Juni
April
- 02. April: Michael Fassbender, deutscher Schauspieler
- 03. April: Birgit Minichmayr, österreichische Schauspielerin
- 06. April: Matthias Schloo, deutscher Schauspieler
- 07. April: Markus Sehr, deutscher Regisseur
- 08. April: Ana de la Reguera, mexikanische Schauspielerin
- 12. April: Sarah Monahan, australische Schauspielerin
- 12. April: Sarah Jane Morris, US-amerikanische Schauspielerin
- 14. April: Rob McElhenney, US-amerikanischer Schauspieler und Drehbuchautor
- 14. April: Sarah Michelle Gellar, US-amerikanische Schauspielerin
- 16. April: Hayes MacArthur, US-amerikanischer Schauspieler und Stand-up-Komiker
- 18. April: Bryce Johnson, US-amerikanischer Schauspieler
- 21. April: Atef Vogel, deutscher Schauspieler
- 22. April: Ambra Angiolini, italienische Schauspielerin
- 23. April: John Cena, US-amerikanischer Wrestler, Rapmusiker und Schauspieler
- 23. April: Kal Penn, US-amerikanischer Schauspieler
- 24. April: Eric Balfour, US-amerikanischer Schauspieler
- 25. April: Marguerite Moreau, US-amerikanische Schauspielerin
- 26. April: Tom Welling, amerikanischer Schauspieler
- 26. April: McKenzie Westmore, US-amerikanische Schauspielerin
- 26. April: Jason Earles, US-amerikanischer Schauspieler
- 30. April: Alexandra Holden, US-amerikanische Schauspielerin
- 30. April: Pell James, US-amerikanische Schauspielerin

Mai
- 02. Mai: Jenna von Oÿ, US-amerikanische Schauspielerin
- 04. Mai: Emily Perkins, kanadische Schauspielerin
- 05. Mai: Jessica Schwarz, deutsche Schauspielerin
- 09. Mai: Kami Manns, deutsche Schauspielerin
- 10. Mai: Todd Lowe, US-amerikanischer Schauspieler
- 13. Mai: Samantha Morton, britische Schauspielerin
- 14. Mai: Benjamin Quabeck, deutscher Regisseur
- 16. Mai: Alexander Mokos, deutscher Schauspieler und Rundfunksprecher
- 16. Mai: Melanie Lynskey, neuseeländische Schauspielerin
- 16. Mai: Lynn Collins, US-amerikanische Schauspielerin
- 19. Mai: Natalia Oreiro, uruguayische Sängerin und Schauspielerin
- 20. Mai: Matt Czuchry, US-amerikanischer Schauspieler
- 20. Mai: Angela Goethals, US-amerikanische Schauspielerin
- 23. Mai: Heather Wahlquist, US-amerikanische Schauspielerin
- 30. Mai: Rachael Stirling, britische Schauspielerin
- 31. Mai: Eric Christian Olsen, US-amerikanischer Schauspieler

Juni
- 01. Juni: Danielle Harris, US-amerikanische Schauspielerin
- 01. Juni: Sarah Wayne Callies, US-amerikanische Schauspielerin
- 02. Juni: Bettina Lamprecht, deutsche Schauspielerin
- 02. Juni: Zachary Quinto, US-amerikanischer Schauspieler
- 05. Juni: Navi Rawat, US-amerikanische Schauspielerin
- 05. Juni: Liza Weil, US-amerikanische Schauspielerin
- 09. Juni: Jelena Panowa, russische Schauspielerin
- 11. Juni: Ryan Dunn, US-amerikanischer Schauspieler und Stuntman († 2011)
- 11. Juni: Pamela Großer, deutsche Fernsehmoderatorin und Schauspielerin
- 12. Juni: Richard Ayoade, britischer Stand-up-Comedian, Schauspieler und Regisseur
- 14. Juni: Sullivan Stapleton, australischer Schauspieler
- 15. Juni: Anna Kowaltschuk, russische Schauspielerin
- 16. Juni: China Shavers, US-amerikanische Schauspielerin
- 22. Juni: Bernadette Heerwagen, deutsche Schauspielerin
- 26. Juni: Nadine Krüger, deutsche Schauspielerin
- 29. Juni: Will Kemp, britischer Tänzer und Schauspieler
- 29. Juni: Zuleikha Robinson, britische Schauspielerin

### Juli bis September
Juli
- 01. Juli: Liv Tyler, US-amerikanische Schauspielerin
- 03. Juli: Simon Mora, deutscher Schauspieler
- 04. Juli: Denise Meili, Schweizer Schauspielerin
- 08. Juli: Milo Ventimiglia, US-amerikanischer Schauspieler
- 10. Juli: Cary Joji Fukunaga, US-amerikanischer Regisseur, Drehbuchautor und Kameramann
- 10. Juli: Gwendoline Yeo, sino-amerikanische Schauspielerin
- 10. Juli: Chiwetel Ejiofor, britischer Schauspieler
- 10. Juli: Sonia Aquino, italienische Schauspielerin
- 13. Juli: Ashley Scott, US-amerikanische Schauspielerin
- 13. Juli: Kari Wahlgren, US-amerikanische Synchronsprecherin
- 14. Juli: Christine Uschy Wernke, deutsche Regisseurin
- 15. Juli: Lana Parrilla, US-amerikanische Schauspielerin
- 18. Juli: Kelly Reilly, britische Schauspielerin
- 19. Juli: Erin Cummings, US-amerikanische Schauspielerin
- 21. Juli: Sarah Biasini, französische Schauspielerin
- 22. Juli: Parisa Fitz-Henley, US-amerikanisch-jamaikanische Schauspielerin
- 23. Juli: Silvia Colloca, italienische Schauspielerin
- 24. Juli: Danny Dyer, britischer Schauspieler
- 24. Juli: Serkan Kaya, deutscher Schauspieler und Musicaldarsteller
- 27. Juli: Jonathan Rhys Meyers, irischer Schauspieler
- 30. Juli: Javier Botet, spanischer Schauspieler
- 30. Juli: Jaime Pressly, US-amerikanische Schauspielerin

August
- 02. August: Edward Furlong, US-amerikanischer Schauspieler
- 02. August: Krzysztof Soszynski, polnisch-kanadischer MMA-Kämpfer und Schauspieler
- 02. August: Florian Stetter, deutscher Film- und Theaterschauspieler
- 03. August: Tómas Lemarquis, isländischer Schauspieler
- 06. August: Jennifer Lyons, US-amerikanische Schauspielerin
- 08. August: Michael Chernus, US-amerikanischer Schauspieler
- 08. August: Lindsay Sloane, US-amerikanische Schauspielerin
- 13. August: Nicolá Melissian, deutsche Schauspielerin, Sängerin und Synchronsprecherin
- 16. August: Tamer Hosny, ägyptischer Schauspieler
- 19. August: Callum Blue, britischer Schauspieler
- 19. August: Sara Martins, französische Schauspielerin
- 23. August: Igor Petrenko, russischer Schauspieler
- 25. August: Jonathan Togo, US-amerikanischer Schauspieler
- 28. August: Patrick Kennedy, britischer Schauspieler
- 29. August: John Hensley, US-amerikanischer Schauspieler
- 29. August: Jo Weil, deutscher Schauspieler
- 30. August: Elden Henson, US-amerikanischer Schauspieler

September
- 01. September: David Rott, deutscher Schauspieler
- 01. September: Adrienne Wilkinson, US-amerikanische Schauspielerin
- 07. September: Monique Curnen, US-amerikanische Schauspielerin
- 10. September: Jaqueline Fleming, US-amerikanische Schauspielerin
- 11. September: Ludacris, US-amerikanischer Rapper und Schauspieler
- 14. September: Malik Bendjelloul, schwedischer Dokumentarfilmer
- 14. September: Miyu Matsuki, japanische Synchronsprecherin († 2015)
- 15. September: Caterina Murino, italienische Schauspielerin
- 15. September: Tom Hardy, britischer Schauspieler
- 15. September: Marisa Ramirez, US-amerikanische Schauspielerin
- 18. September: Barrett Foa, US-amerikanischer Schauspieler
- 19. September: Josef Fares, schwedischer Regisseur
- 21. September: Mia Smiles, südkoreanische Pornodarstellerin
- 23. September: Warren Kole, US-amerikanischer Schauspieler
- 24. September: Elizabeth Bogush, US-amerikanische Schauspielerin
- 25. September: Robbie Jones, US-amerikanischer Schauspieler
- 25. September: Divya Dutta, indische Schauspielerin
- 25. September: Clea DuVall, US-amerikanische Schauspielerin
- 25. September: Joel David Moore, US-amerikanischer Schauspieler
- 30. September: Maia Brewton, US-amerikanische Schauspielerin

### Oktober bis Dezember
Oktober
- 05. Oktober: Mustafa Alin, deutscher Schauspieler
- 06. Oktober: Wes Ramsey, US-amerikanischer Schauspieler
- 08. Oktober: Michael C. Maronna, US-amerikanischer Schauspieler
- 09. Oktober: Jegor Berojew, russischer Film- und Theaterschauspieler
- 11. Oktober: Matthew Bomer, US-amerikanischer Schauspieler
- 12. Oktober: Jessica Barker, kanadische Schauspielerin
- 17. Oktober: Alimi Ballard, US-amerikanischer Schauspieler
- 19. Oktober: Jason Reitman, kanadischer Regisseur
- 20. Oktober: Rebecca Siemoneit-Barum, deutsche Schauspielerin
- 20. Oktober: Sonja Spuhl, deutsche Synchronsprecherin
- 20. Oktober: Sam Witwer, US-amerikanischer Schauspieler
- 26. Oktober: Jon Heder, US-amerikanischer Schauspieler
- 26. Oktober: Chaz Lamar Shepherd, US-amerikanischer Schauspieler
- 29. Oktober: Jon Abrahams, US-amerikanischer Schauspieler
- 29. Oktober: Brendan Fehr, kanadischer Schauspieler
- 30. Oktober: Jördis Triebel, deutsche Theater- und Filmschauspielerin
- 31. Oktober: Diana Staehly, deutsche Schauspielerin

November
- 02. November: Randy Harrison, US-amerikanischer Schauspieler
- 02. November: Reshma Shetty, US-amerikanisch-britische Filmschauspielerin
- 06. November: Pádraic Delaney, irischer Schauspieler
- 10. November: Brittany Murphy, US-amerikanische Schauspielerin († 2009)
- 10. November: Stéphanie Berger, Schweizer Schauspielerin
- 13. November: Kim Director, US-amerikanische Schauspielerin
- 14. November: Brian Dietzen, US-amerikanischer Schauspieler, Sänger und Tänzer
- 15. November: Sean Murray, US-amerikanisch-australischer Schauspieler
- 16. November: Maggie Gyllenhaal, US-amerikanische Schauspielerin
- 16. November: Gigi Edgley, australische Schauspielerin
- 19. November: Reid Scott, US-amerikanischer Schauspieler
- 24. November: Colin Hanks, US-amerikanischer Schauspieler
- 26. November: Sebastian Deyle, deutscher Schauspieler und Moderator
- 29. November: Johannes Raspe, deutscher Schauspieler und Synchronsprecher
- 30. November: Nelsan Ellis, US-amerikanischer Schauspieler († 2017)

Dezember
- 01. Dezember: Akiva Schaffer, US-amerikanischer Drehbuchautor, Regisseur und Produzent
- 06. Dezember: Lee Rychter, Schweizer Schauspieler
- 08. Dezember: Matthias Schoenaerts, belgischer Schauspieler
- 10. Dezember: Emmanuelle Chriqui, kanadische Schauspielerin
- 12. Dezember: Arzu Bazman, deutsche Schauspielerin
- 13. Dezember: Kerstin Kramer, deutsche Schauspielerin
- 14. Dezember: KaDee Strickland, US-amerikanische Schauspielerin
- 15. Dezember: Geoff Stults, US-amerikanischer Schauspieler und Produzent
- 15. Dezember: Nadja Zwanziger, deutsche Schauspielerin
- 17. Dezember: Katheryn Winnick, kanadische Schauspielerin
- 24. Dezember: Michael Raymond-James, US-amerikanischer Schauspieler
- 26. Dezember: Angela Ascher, deutsche Schauspielerin
- 27. Dezember: Sinead Keenan, irische Schauspielerin
- 28. Dezember: Michael Spears, US-amerikanischer Schauspieler
- 28. Dezember: Dennis Todorović, deutscher Regisseur, Drehbuchautor und Produzent
- 29. Dezember: Katherine Moennig, US-amerikanische Schauspielerin
- 30. Dezember: Lucy Punch, britische Schauspielerin
- 31. Dezember: Philipp Tanzer, deutscher Pornodarsteller

### Tag unbekannt
- Anna Böger, deutsche Schauspielerin
- Jessica Gower, australische Schauspielerin

## Verstorbene

### Januar bis März
Januar

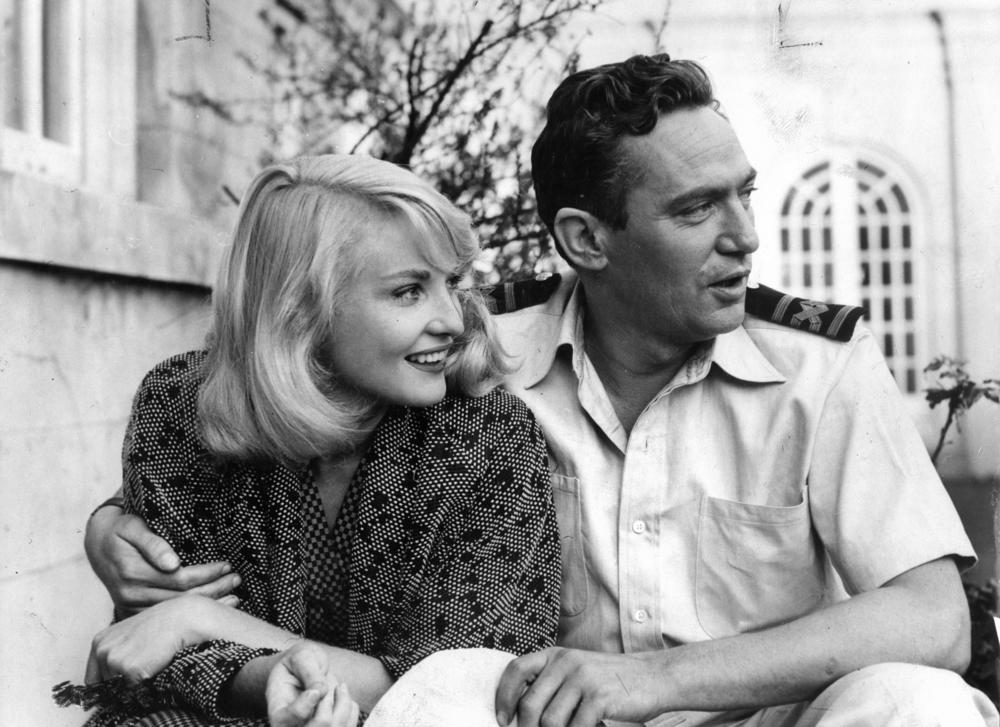
Peter Finch (1916–1977)

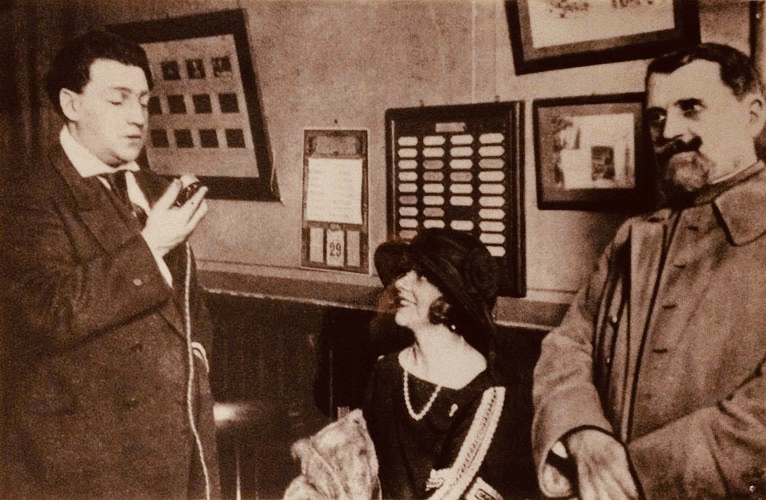
Yvonne Printemps (1894–1977) (Mitte)

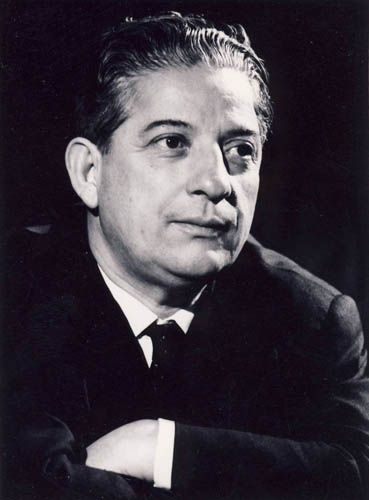
Marcel Anghelescu (1909–1977)

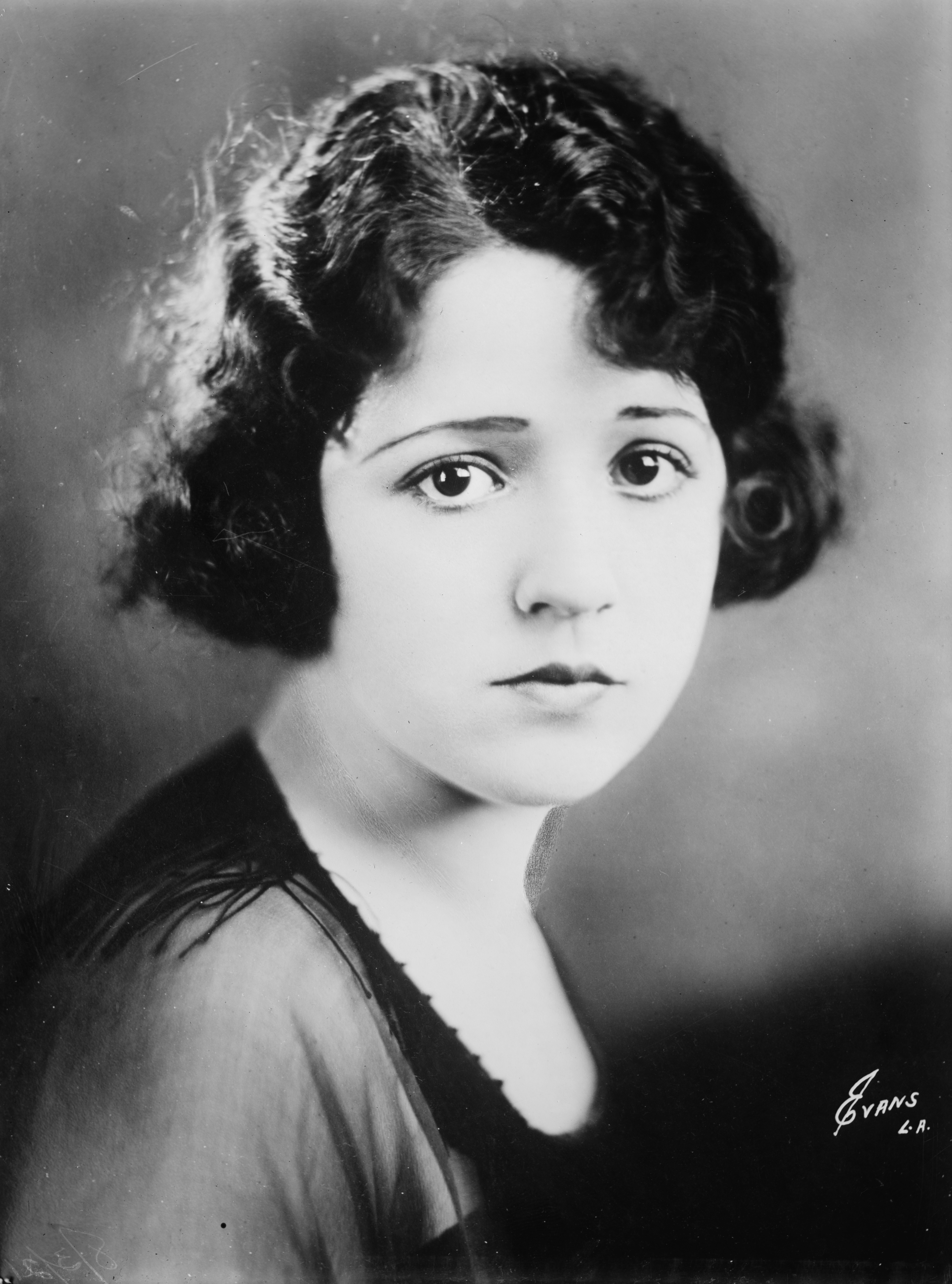
Helen Ferguson (1900–1977)

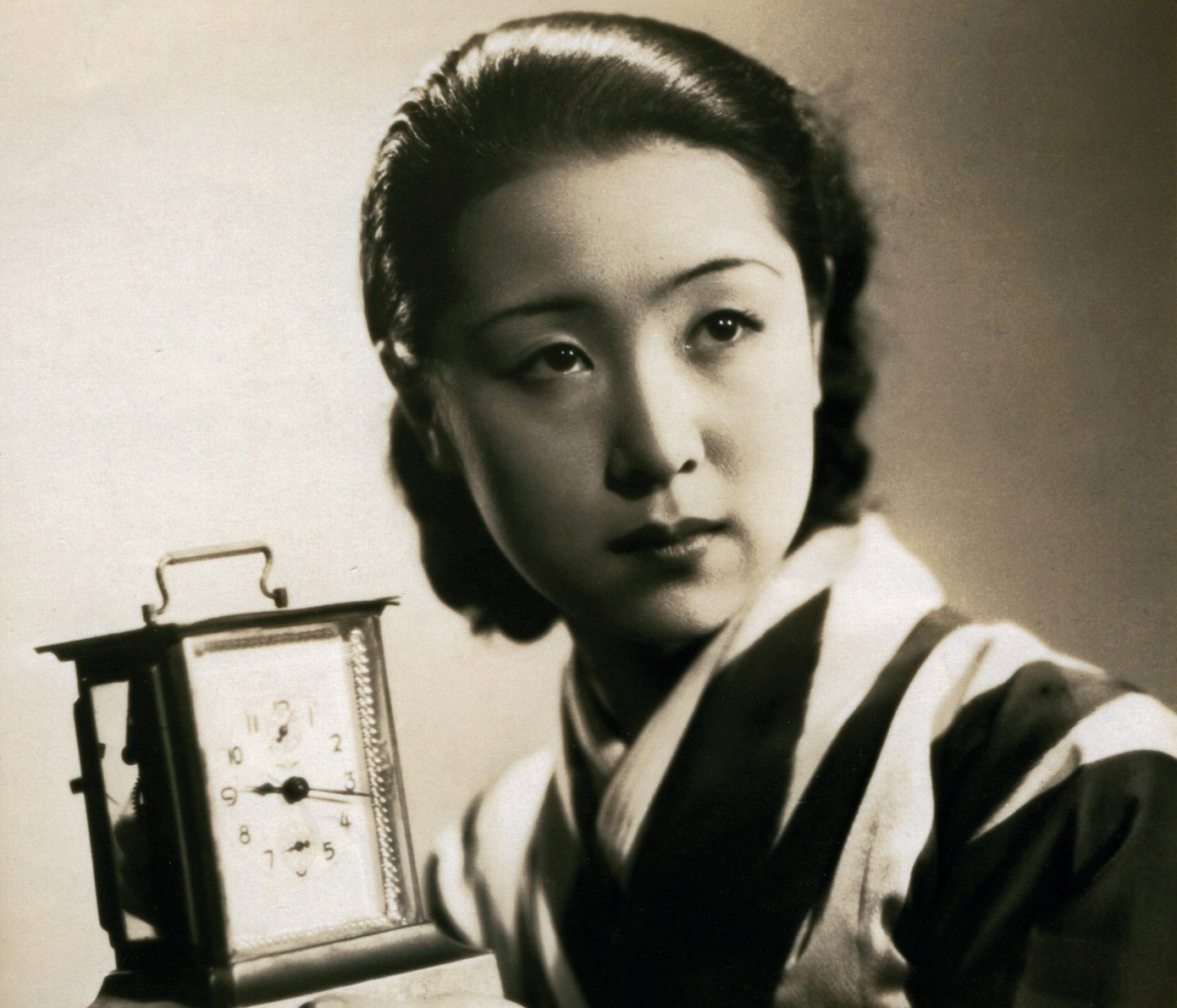
Kinuyo Tanaka (1910–1977)

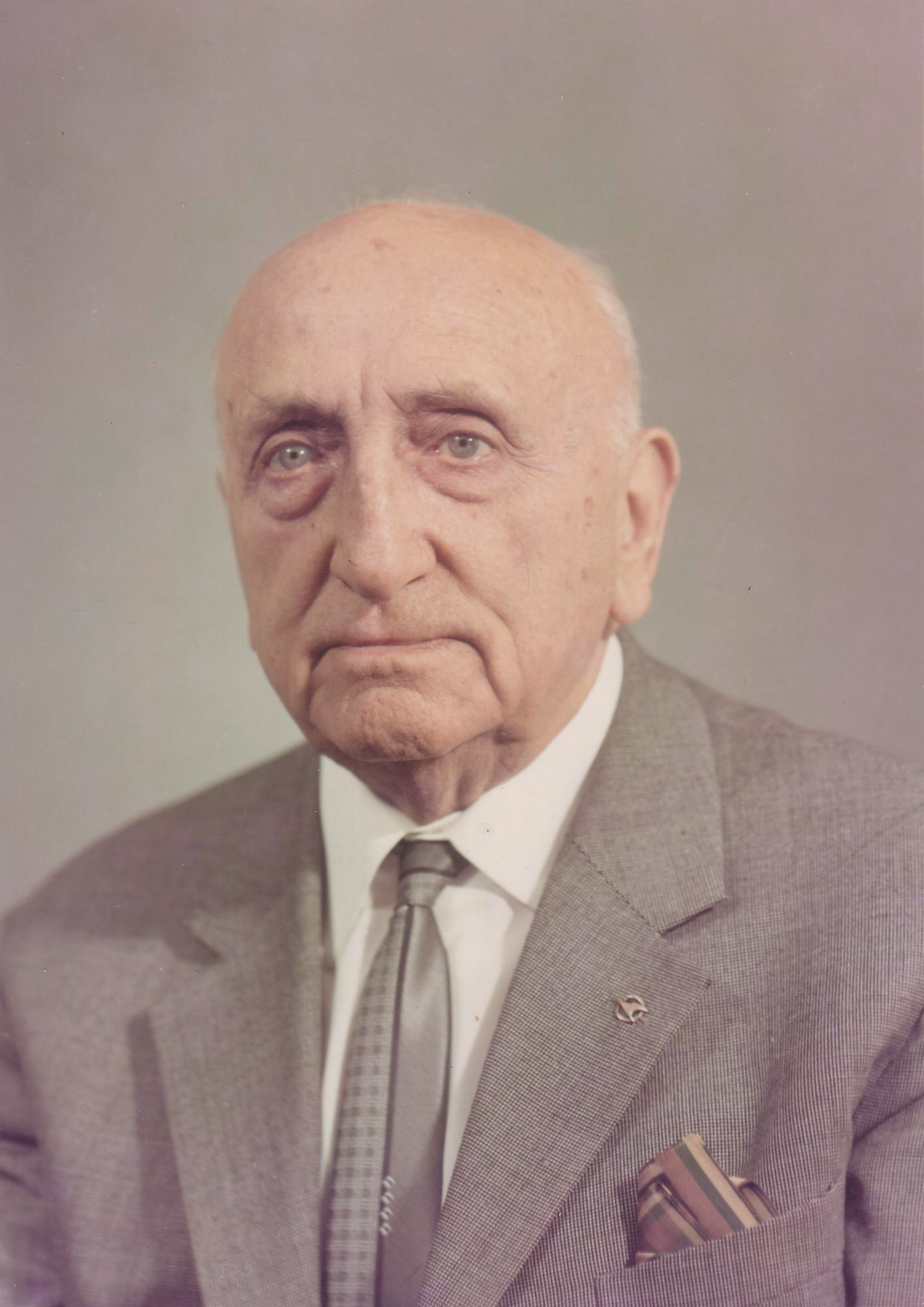
Karl Ritter (1888–1977)

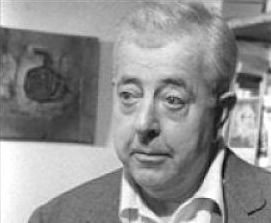
Jacques Prévert (1900–1977)

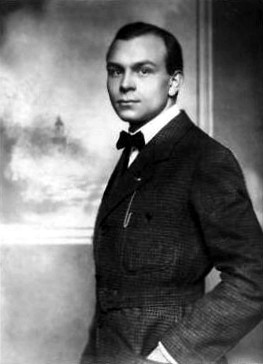
Paul Hartmann (1889–1977)

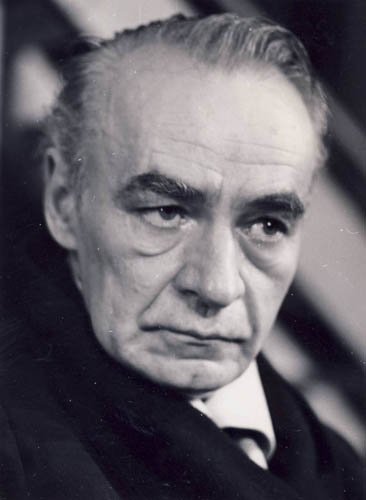
Emil Botta (1911–1977)

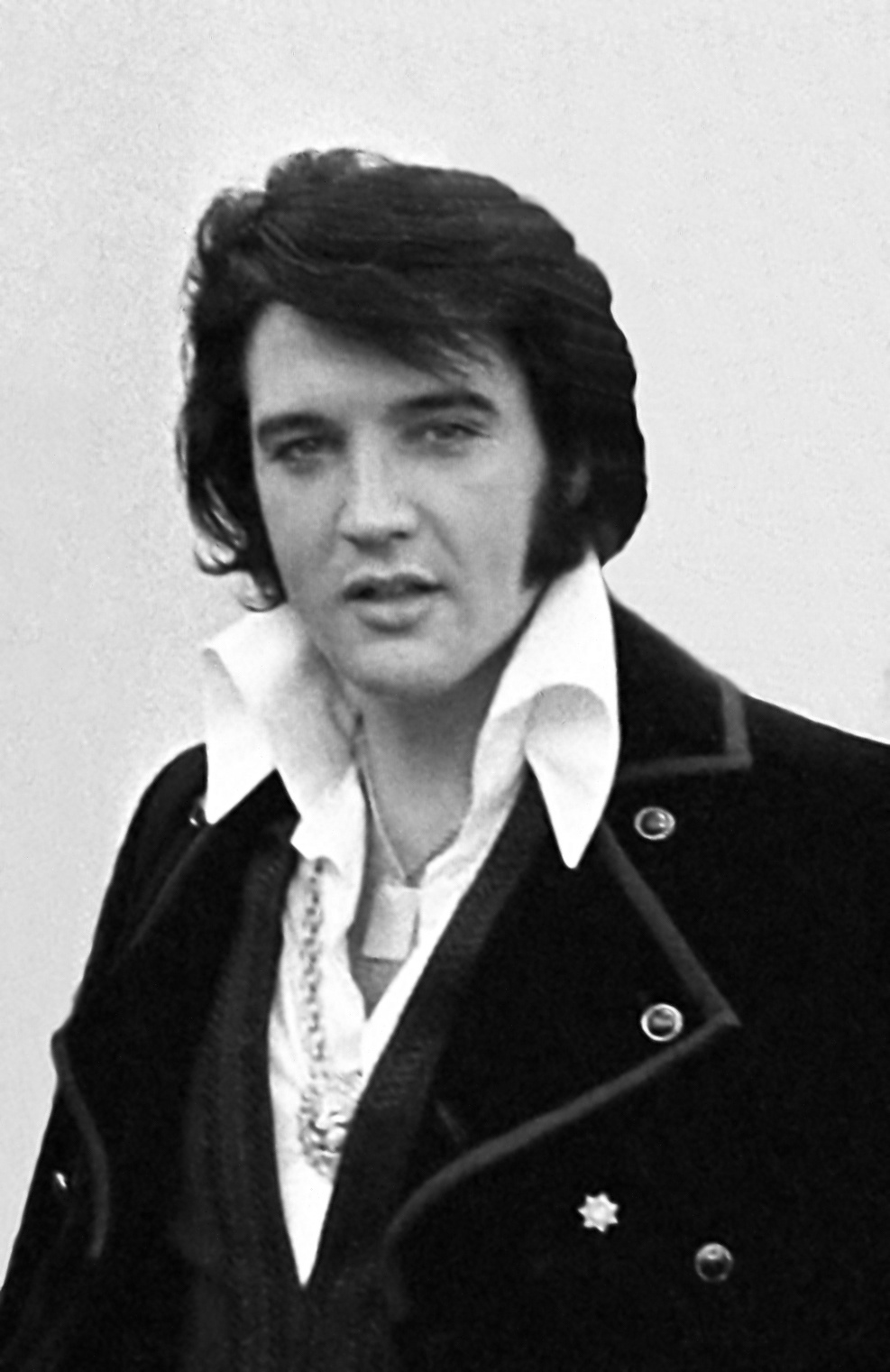
Elvis Presley (1935–1977)

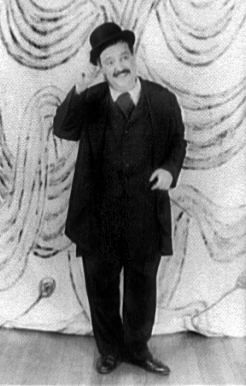
Zero Mostel (1915–1977)

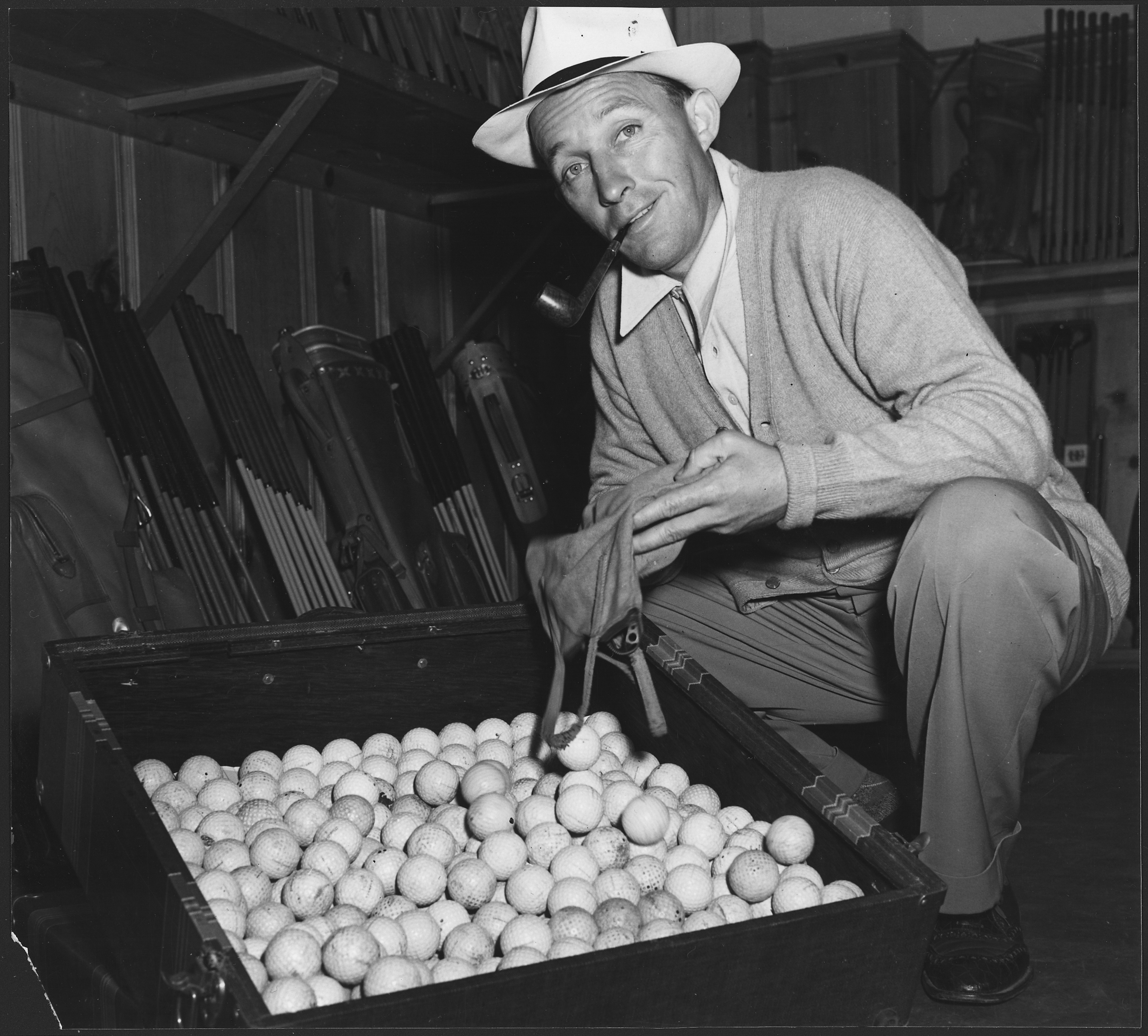
Bing Crosby (1903–1977)

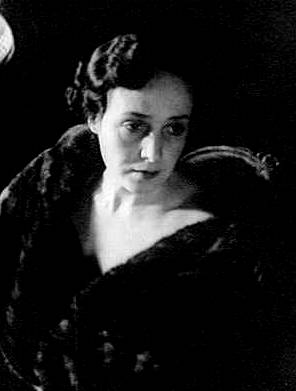
Florence Vidor (1895–1977)

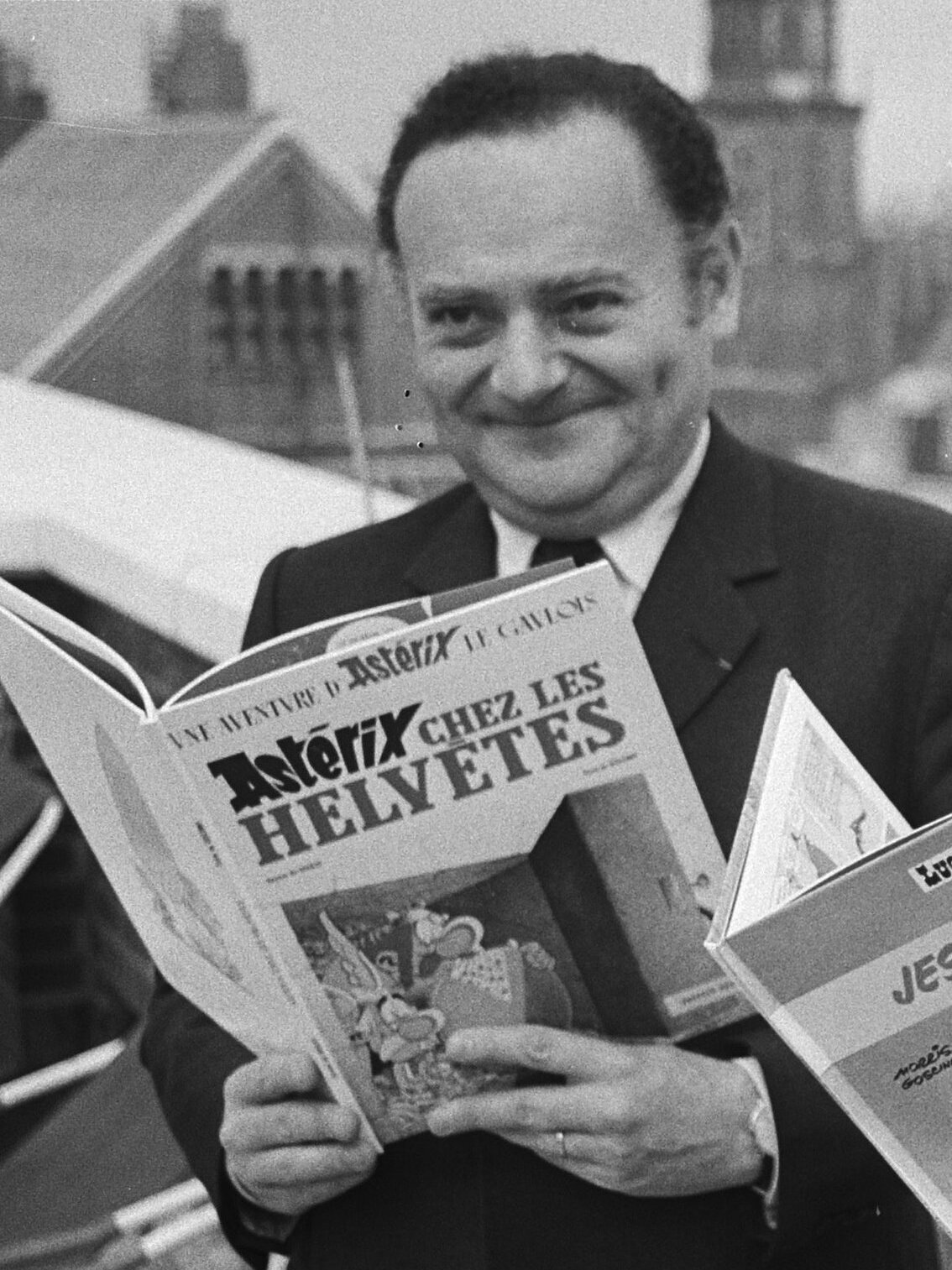
René Goscinny (1926–1977)

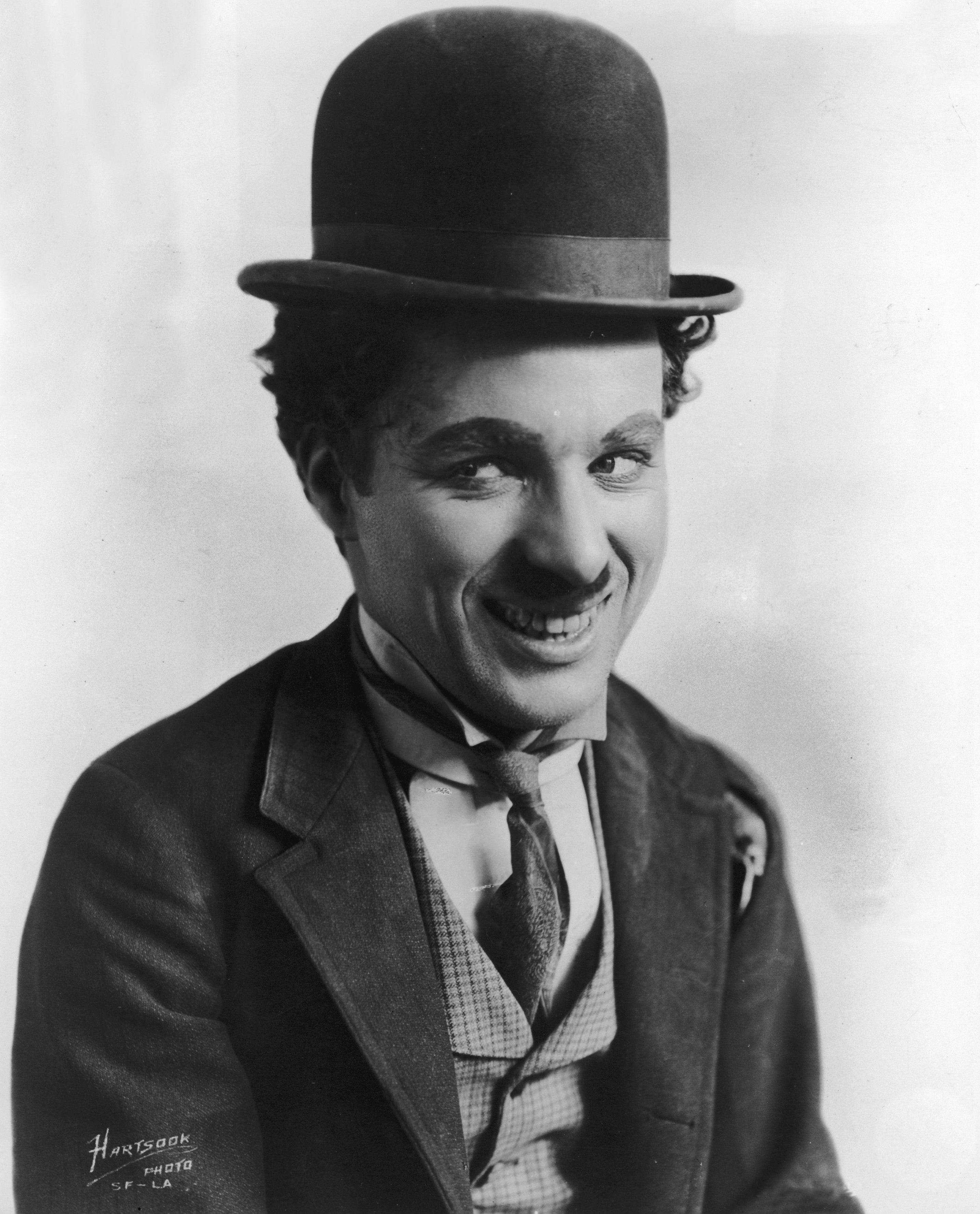
Charles Chaplin (1889–1977)

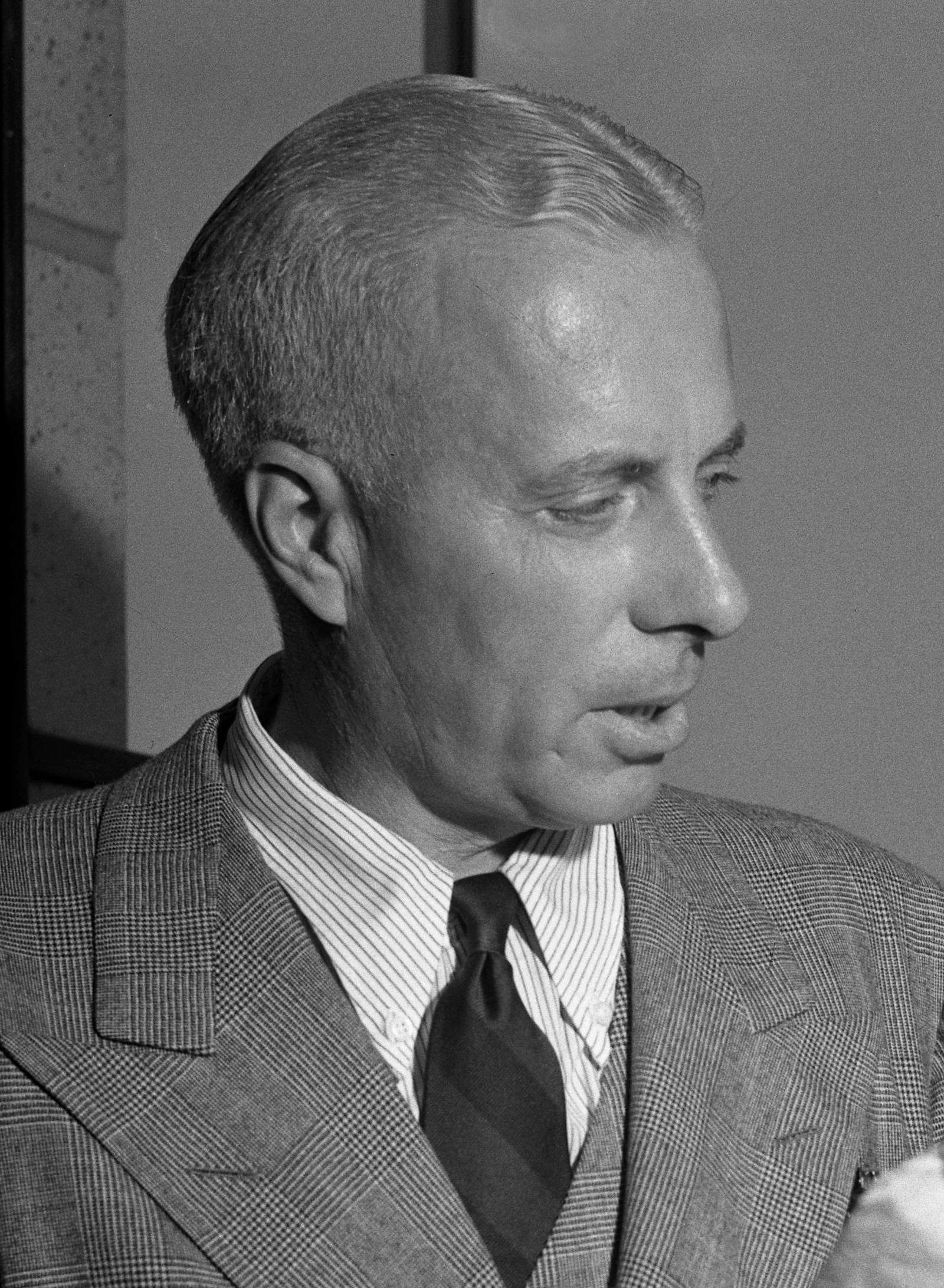
Howard Hawks (1896–1977)

- 01. Januar: Billy Frick, schweizerischer Schauspieler und Produzent (* 1911)
- 03. Januar: Tom Gries, US-amerikanischer Regisseur und Drehbuchautor (* 1922)
- 06. Januar: Niall MacGinnis, irischer Schauspieler (* 1913)
- 06. Januar: Franco Pisano, italienischer Komponist (* 1922)
- 08. Januar: Charles Frend, britischer Filmeditor und Regisseur (* 1909)
- 10. Januar: Günther Stoll, deutscher Schauspieler (* 1924)
- 12. Januar: Henri-Georges Clouzot, französischer Regisseur (* 1907)
- 13. Januar: Henri Langlois, Gründer der Cinémathèque Française (* 1914)
- 14. Januar: Peter Finch, australischer Schauspieler (* 1916)
- 15. Januar: Herbert Ihering, deutscher Dramaturg und Filmkritiker (* 1888)
- 17. Januar: Wolf Schmidt, deutscher Kabarettist, Regisseur und Schauspieler (* 1913)
- 18. Januar: Yvonne Printemps, französische Sängerin und Schauspielerin (* 1894)
- 22. Januar: Herbert Ploberger, österreichischer Maler, Bühnen- und Szenenbildner (* 1902)
- 23. Januar: Otto Lüthje, deutscher Schauspieler (* 1902)
- 24. Januar: Lee Parry, deutsche Schauspielerin und Sängerin (* 1901)
- 29. Januar: Freddie Prinze, US-amerikanischer Schauspieler und Bühnenkomiker (* 1954)
- 31. Januar: Daniel Mainwaring, US-amerikanischer Schriftsteller und Drehbuchautor (* 1902)

Februar
- 12. Februar: Knut Hartwig, deutscher Schauspieler und Synchronsprecher (* 1891)
- 17. Februar: Edward G. Boyle, kanadischer Szenenbildner (* 1899)
- 17. Februar: Hans Müller, deutscher Regisseur (* 1909)
- 18. Februar: Andy Devine, US-amerikanischer Schauspieler (* 1905)
- 21. Februar: John Hubley, US-amerikanischer Zeichentrickfilmer (* 1914)
- 22. Februar: Otto Graf, deutscher Schauspieler (* 1896)
- 22. Februar: Marcel Anghelescu, rumänischer Schauspieler (* 1909)
- 26. Februar: Jean Bachelet, französischer Kameramann (* 1894)
- 26. Februar: Trude Berliner, deutsche Schauspielerin (* 1903)
- 26. Februar: Berthe Bovy, belgische Schauspielerin (* 1887)
- 27. Februar: Lotte Neumann, deutsche Schauspielerin und Produzentin (* 1896)
- 28. Februar: Eddie Anderson, US-amerikanischer Entertainer und Schauspieler (* 1905)

März
- 03. März: Vilmos Gyimes, ungarischer Schauspieler und Regisseur (* 1894)
- 04. März: Toma Caragiu, rumänischer Schauspieler (* 1925)
- 06. März: Marcel Duhamel, französischer Schauspieler und Autor (* 1900)
- 08. März: Henry Hull, US-amerikanischer Schauspieler (* 1890)
- 14. März: Helen Ferguson, US-amerikanische Schauspielerin (* 1900)
- 17. März: Max Mellin, deutscher Filmarchitekt (* 1904)
- 21. März: Tanaka Kinuyo, japanische Schauspielerin und Regisseurin (* 1910)
- 21. März: Léonce-Henri Burel, französischer Kameramann und Regisseur (* 1892)
- 23. März: Rosy Barsony, ungarische Schauspielerin, Sängerin und Tänzerin (* 1909)
- 24. März: Heinrich Beisenherz, deutscher Filmarchitekt und Maler (* 1891)
- 25. März: Nunnally Johnson, US-amerikanischer Drehbuchautor und Regisseur (* 1897)
- 27. März: Diana Hyland, US-amerikanische Schauspielerin (* 1936)
- 27. März: Eve Meyer, US-amerikanische Schauspielerin und Filmproduzentin (* 1928)
- 28. März: Waldo de los Ríos, argentinischer Pianist und Filmkomponist (* 1934)
- 29. März: Luis Peña, spanischer Schauspieler (* 1918)
- 29. März: Peter Foldes, britischer Animator und Filmregisseur (* 1924)
- 30. März: Abdel Halim Hafez, ägyptischer Sänger und Schauspieler (* 1929)

### April bis Juni
April
- 03. April: Ursula Grabley, deutsche Schauspielerin (* 1908)
- 07. April: Karl Ritter, deutscher Regisseur und Produzent (* 1888)
- 09. April: Julia Heron, US-amerikanische Szenenbildnerin (* 1897)
- 11. April: Jacques Prévert, französischer Drehbuchautor und Dichter (* 1900)
- 13. April: Frank Hotaling, US-amerikanischer Filmarchitekt (* 1900)
- 16. April: Henri Nassiet, französischer Schauspieler (* 1895)
- 17. April: Marjorie Gateson, US-amerikanische Schauspielerin (* 1891)
- 19. April: Marion Gering, US-amerikanischer Filmregisseur und Drehbuchautor (* 1901)
- 21. April: Gummo Marx, US-amerikanischer Schauspieler (* 1892)
- 24. April: Ole Monty, dänischer Schauspieler (* 1908)
- 27. April: Scott Bradley, US-amerikanischer Komponist, Pianist und Dirigent (* 1891)
- 28. April: Ricardo Cortez, US-amerikanischer Schauspieler (* 1899)

Mai
- 02. Mai: Isidor Markowitsch Annenski, sowjetischer Regisseur (* 1906)
- 04. Mai: Christian Matras, französischer Kameramann (* 1903)
- 04. Mai: Sol Halperin, US-amerikanischer Spezial-Effekt-Techniker (* 1902)
- 09. Mai: Fredric M. Frank, US-amerikanischer Drehbuchautor (* 1911)
- 10. Mai: Joan Crawford, US-amerikanische Schauspielerin (* 1905)
- 11. Mai: Günter Kaltofen, deutscher Drehbuchautor (* 1927)
- 12. Mai: Lau Lauritzen jr., dänischer Schauspieler, Regisseur und Drehbuchautor (* 1910)
- 13. Mai: George Dutton, US-amerikanischer Filmtechniker, Tontechniker und Tonmeister (* 1899)
- 27. Mai: Konstantin Tschet, russischer Kameramann (* 1902)
- 31. Mai: William Castle, US-amerikanischer Regisseur (* 1914)
- 31. Mai: Giuditta Rissone, italienische Schauspielerin (* 1895)

Juni
- 000Juni: Harald Wolff, deutscher Schauspieler und Synchronsprecher (* 1909)
- 000Juni: Robert L. Simpson, US-amerikanischer Filmeditor (* 1910)
- 02. Juni: Stephen Boyd, US-amerikanischer Schauspieler (* 1931)
- 02. Juni: Johannes Buzalski, deutscher Schauspieler (* 1918)
- 02. Juni: Forrest Lewis, US-amerikanischer Schauspieler (* 1899)
- 03. Juni: Roberto Rossellini, italienischer Filmregisseur (* 1906)
- 05. Juni: Luis César Amadori, argentinischer Regisseur und Drehbuchautor (* 1903)
- 11. Juni: Rinaldo Dal Fabbro, italienischer Dokumentarfilmer und Drehbuchautor (* 1909)
- 13. Juni: Matthew Garber, britischer Schauspieler (* 1956)
- 13. Juni: Eric Plessow, deutscher Komponist und Pianist (* 1899)
- 14. Juni: Robert Middleton, US-amerikanischer Schauspieler (* 1911)
- 14. Juni: Alex Phillips, kanadischer Schauspieler und Kameramann (* 1900)
- 18. Juni: Jacqueline Audry, französische Regisseurin (* 1908)
- 19. Juni: Geraldine Brooks, US-amerikanische Schauspielerin (* 1925)
- 20. Juni: Abner Biberman, US-amerikanischer Schauspieler und Regisseur (* 1909)
- 21. Juni: Fritz Genschow, deutscher Schauspieler, Filmregisseur und Filmproduzent (* 1905)
- 30. Juni: Paul Hartmann, deutscher Schauspieler (* 1889)

### Juli bis September
Juli
- 02. Juli: William H. Ziegler, US-amerikanischer Filmeditor (* 1909)
- 08. Juli: Harald G. Petersson, deutsch-schwedischer Drehbuchautor (* 1904)
- 09. Juli: Sergio Capogna, italienischer Filmregisseur und Drehbuchautor (* 1926)
- 20. Juli: P. Walter Jacob, deutscher Schauspieler (* 1905)
- 21. Juli: Henry Vahl, deutscher Schauspieler (* 1897)
- 21. Juli: Eugen Schüfftan, deutscher Kameramann (* 1893)
- 22. Juli: Sigurd Lohde, deutscher Schauspieler (* 1899)
- 24. Juli: Emil Botta, rumänischer Schauspieler (* 1911)
- 25. Juli: Irma von Cube, deutsche Drehbuchautorin (* 1899)
- 26. Juli: Hans-Otto Borgmann, deutscher Komponist (* 1901)

August
- 03. August: Alfred Lunt, US-amerikanischer Schauspieler (* 1892)
- 05. August: Gerhard Just, deutscher Schauspieler und Synchronsprecher (* 1904)
- 10. August: Andrea Di Robilant, italienischer Drehbuchautor und Filmproduzent (* 1899)
- 10. August: John Howard Lawson, US-amerikanischer Dramatiker und Drehbuchautor (* 1894)
- 14. August: Hermann Lenschau, deutscher Schauspieler und Hörspielsprecher (* 1911)
- 14. August: George Oppenheimer, US-amerikanischer Drehbuchautor und Liedtexter (* 1900)
- 16. August: Elvis Presley, US-amerikanischer Musiker und Schauspieler (* 1935)
- 17. August: Delmer Daves, US-amerikanischer Regisseur (* 1904)
- 18. August: Roberto Infascelli, italienischer Filmproduzent und Regisseur (* 1935)
- 18. August: Alfred Rasser, Schweizer Kabarettist, Schauspieler und Politiker (* 1907)
- 19. August: Groucho Marx, US-amerikanischer Schauspieler und Komiker (* 1890)
- 19. August: Peter Dyneley, britischer Schauspieler und Synchronsprecher (* 1921)
- 22. August: Sebastian Cabot, britischer Schauspieler (* 1918)
- 26. August: Willis Bouchey, US-amerikanischer Schauspieler (* 1907)
- 29. August: Annemarie Steinsieck, deutsche Schauspielerin (* 1889)
- 29. August: Jean Hagen, US-amerikanische Schauspielerin (* 1923)
- 30. August: Peter Elsholtz, deutscher Schauspieler und Regisseur (* 1907)
- 30. August: Selma Vaz Dias, niederländisch-britische Schauspielerin (* 1911)
- 31. August: H. C. Potter, US-amerikanischer Regisseur (* 1904)

September
- 01. September: Ethel Waters, US-amerikanische Schauspielerin und Sängerin (* 1896)
- 06. September: Eugen Schüfftan, deutscher Kameramann (* 1893)
- 08. September: Zero Mostel, US-amerikanischer Schauspieler (* 1915)
- 09. September: Adolf Dell, deutscher Schauspieler und Hörspielsprecher (* 1890)
- 09. September: Paulo Emílio Sales Gomes, brasilianischer Historiker und Filmkritiker (* 1916)
- 16. September: Arthur Gottlein, österreichischer Filmpionier und Regieassistent (* 1895)
- 16. September: Günther Anders, deutscher Kameramann (* 1908)
- 23. September: Sigrid von Richthofen, deutsche Schauspielerin (* 1898)
- 29. September: Hans Habe, österreichischer Schriftsteller und Drehbuchautor (* 1911)
- 29. September: Jean Marsan, französischer Schauspieler und Autor (* 1920)
- 30. September: Heinrich Gretler, schweizerischer Schauspieler (* 1897)

### Oktober bis Dezember
Oktober
- 03. Oktober: Tay Garnett, US-amerikanischer Regisseur (* 1894)
- 04. Oktober: Alfred Pongratz, deutscher Schauspieler (* 1900)
- 04. Oktober: Rudolf Bernstein, deutscher Komintern- und Filmfunktionär (* 1896)
- 07. Oktober: Wladimir Strijewski, russischer Filmregisseur und Schauspieler (* 1892)
- 09. Oktober: Peter Mosbacher, deutscher Schauspieler (* 1914)
- 09. Oktober: Ruth Elder, US-amerikanische Flugpionierin und Schauspielerin (* 1902)
- 09. Oktober: Hans Gustl Kernmayr, österreichischer Schriftsteller und Drehbuchautor (* 1900)
- 09. Oktober: Zdzisław Maklakiewicz, polnischer Film- und Theaterschauspieler (* 1927)
- 10. Oktober: Angelo Muscat, maltesischer Schauspieler (* 1930)
- 14. Oktober: Bing Crosby, US-amerikanischer Schauspieler (* 1903)
- 16. Oktober: Werner Bruhns, deutscher Schauspieler und Synchronsprecher (* 1928)
- 16. Oktober: Milt Raskin, US-amerikanischer Liedtexter und Arrangeur (* 1916)
- 17. Oktober: Michael Balcon, britischer Produzent (* 1896)
- 20. Oktober: Alberto Cardone, italienischer Regisseur, Drehbuchautor und Filmeditor (* 1920)
- 23. Oktober: Paul Bösiger, schweizerischer Schauspieler (* 1929)
- 26. Oktober: Elisabeth Flickenschildt, deutsche Schauspielerin (* 1905)
- 30. Oktober: Pierre Collet, französischer Schauspieler (* 1914)
- 31. Oktober: Joan Tetzel, US-amerikanische Schauspielerin (* 1921)

November
- 02. November: Harold E. Stine, US-amerikanischer Kameramann (* 1903)
- 02. November: Walter Oehmichen, deutscher Schauspieler und Regisseur (* 1901)
- 03. November: Florence Vidor, US-amerikanische Schauspielerin (* 1895)
- 03. November: Victor Heerman, US-amerikanischer Filmregisseur und Drehbuchautor (* 1893)
- 04. November: Betty Balfour, britische Schauspielerin (* 1903)
- 05. November: René Goscinny, französischer Comicautor und Regisseur (* 1926)
- 11. November: Mimi Gstöttner-Auer, österreichische Schauspielerin (* 1886)
- 14. November: Richard Addinsell, britischer Filmkomponist (* 1904)
- 17. November: Victor Francen, belgischstämmiger Schauspieler (* 1889)
- 21. November: Richard Carlson, US-amerikanischer Schauspieler (* 1912)
- 30. November: Terence Rattigan, britischer Drehbuchautor (* 1911)
- 30. November: Antonio Almorós, spanischer Schauspieler (* 1922)

Dezember
- 05. Dezember: Ursula Herwig, deutsche Schauspielerin und Synchronsprecherin (* 1935)
- 08. Dezember: Alma Seidler, österreichische Schauspielerin (* 1899)
- 12. Dezember: Raymond Bernard, französischer Regisseur (* 1891)
- 19. Dezember: Maria Krahn, deutsche Schauspielerin und Synchronsprecherin (* 1896)
- 22. Dezember: Karl John, deutscher Schauspieler (* 1905)
- 22. Dezember: Ernst Waldbrunn, österreichischer Schauspieler und Kabarettist (* 1907)
- 24. Dezember: Mario Imperoli, italienischer Filmregisseur und Drehbuchautor (* 1931)
- 25. Dezember: Charles Chaplin, US-amerikanischer Schauspieler (* 1889)
- 25. Dezember: Frank P. Keller, US-amerikanischer Filmeditor (* 1913)
- 26. Dezember: Howard Hawks, US-amerikanischer Regisseur (* 1896)
- 27. Dezember: Carla Rust, deutsche Schauspielerin (* 1908)
- 29. Dezember: Leonardo Bonzi, italienischer Sportler, Dokumentarfilmer und Produzent (* 1902)

### Tag und Monat unbekannt
- Edgar Flatau, deutsch-britischer Schauspieler, Synchronautor und Dialogregisseur (* 1892)
- Pietro Francisci, italienischer Filmregisseur und Drehbuchautor (* 1906)